# Swissair
Swissair — бывшая флагманская авиакомпания Швейцарии. Была основана в 1931 году в результате слияния двух авиакомпаний, и являлась одной из крупнейших авиакомпаний в Европе. В 2001 году у Swissair появились финансовые трудности, появившиеся после катастрофы под Галифаксом и терактов 11 сентября 2001 года. В 2002 году авиакомпания объявила себя банкротом. Все активы были переданы дочерней авиакомпании Crossair, которая переименовала себя в Swiss International Air Lines. Все пункты назначения и самолёты были также переданы Swiss Air Lines.

## История

### Основание и первые шаги

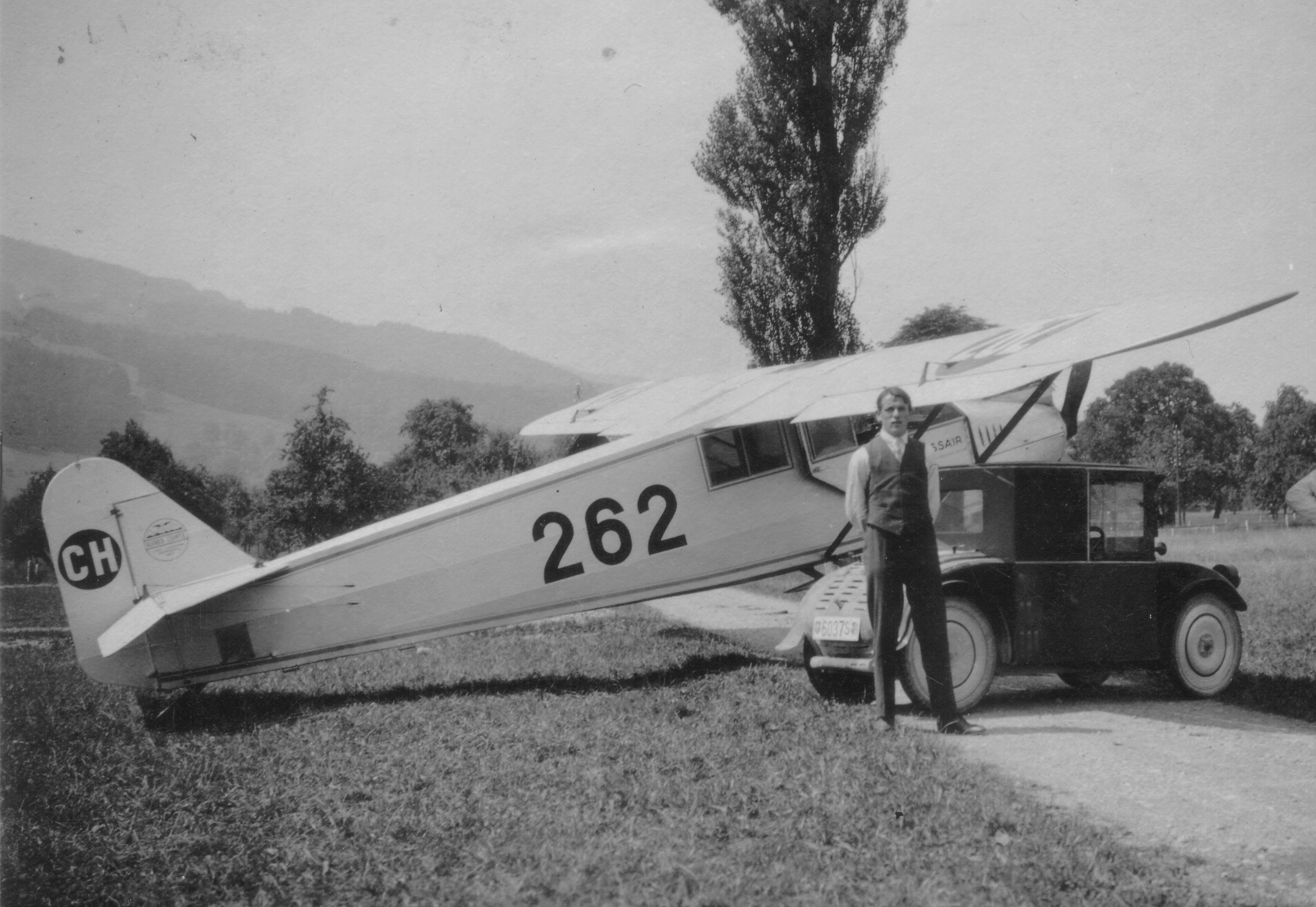
Comte AC-4 (CH-262) авиакомпании Swissair на Allmend в Люцерне, лето 1931 г.

26 марта 1931 года, в результате слияния Balair и Ad Astra Aero, была основана авиакомпания Swissair, с названием Swissair — Schweizerische Luftverkehr AG. В отличие от многих других авиакомпаний, она была создана как частная авиакомпания, без участия государства. Предложение о более кратком названии Swissair от Альфонса Эхингера, председателя совета директоров Balair, было принято, хотя большинство членов совета изначально отвергали это название как «нешвейцарское».
В первый год своего существования авиакомпания наняла 64 человека, в том числе 10 пилотов, 7 бортрадистов и 8 бортинженеров. В 13 самолётах были места для 85 пассажиров. Самолёты совершали рейсы только в летний сезон, с марта по октябрь. Общая протяжённость маршрутной сети составляла 4203 километров, и Swissair имела всего 8 маршрутов. Первый год завершился с чистой прибылью в размере 49 453,75 швейцарских франка (сегодня, учитывая инфляцию, это составило бы примерно 354.7 франка).
С самого начала Swissair придавала большое значение обучению пилотов полётам по приборам, особенно в условиях плохой погоды, где нельзя было полагаться на визуальные ориентиры.
17 апреля 1932 года Swissair купила два 4-местных Lockheed 9 Orion, который на тот момент был первым авиалайнером с убирающимся шасси. Swissair являлась второй европейской авиакомпанией после чехословацкой авиакомпании CSA, которая использовала американские самолёты. Lockheed 9 Orion был почти на100 км/ч быстрее самолётов своих европейских конкурентов и использовался на «экспресс-линиях» Цюрих—Мюнхен—Вена. В связи с успехом этих «высокоскоростных самолётов» были также закуплены два более крупных 10-местных самолёта Clark GA-43, которые с 1934 года в основном использовались на маршрутах во Франкфурт и Вену. Самолёты Clark намного опередили свое время благодаря своей металлической конструкции и системе радиосвязи.
Первый трансальпийский маршрут Swissair был проложен в 1933 году по маршруту Цюрих—Милан.
В 1934 году добавился Curtiss AT-32C Condor, на котором с 1 мая в Европе впервые были задействованы стюардессы-женщины. Нелли Динер получила мировую известность как первая стюардесса Европы. Она погибла во время крушения Condor CH-170 27 июля, после всего 79 полётов.
В 1935 году были использованы первые машины Douglas типа DC-2 со звукоизолированными кабинами. В маршрутную сеть Swissair был включен Лондон (Кройдон). Впервые полёт совершался даже в зимний сезон. С 1937 года использовалась Douglas DC-3 с пассажировместимостью в 28 мест, что позволило значительно увеличить количество предлагаемых билетов и доходы от авиаперевозок. В том же году два управляющих директора Swissair Вальтер Миттельхольцер и Бальтазар Циммерманн скончались. Миттельхольцер попал в аварию во время альпинизма в Штирии, Циммерманн же умер от инфекционного заболевания.

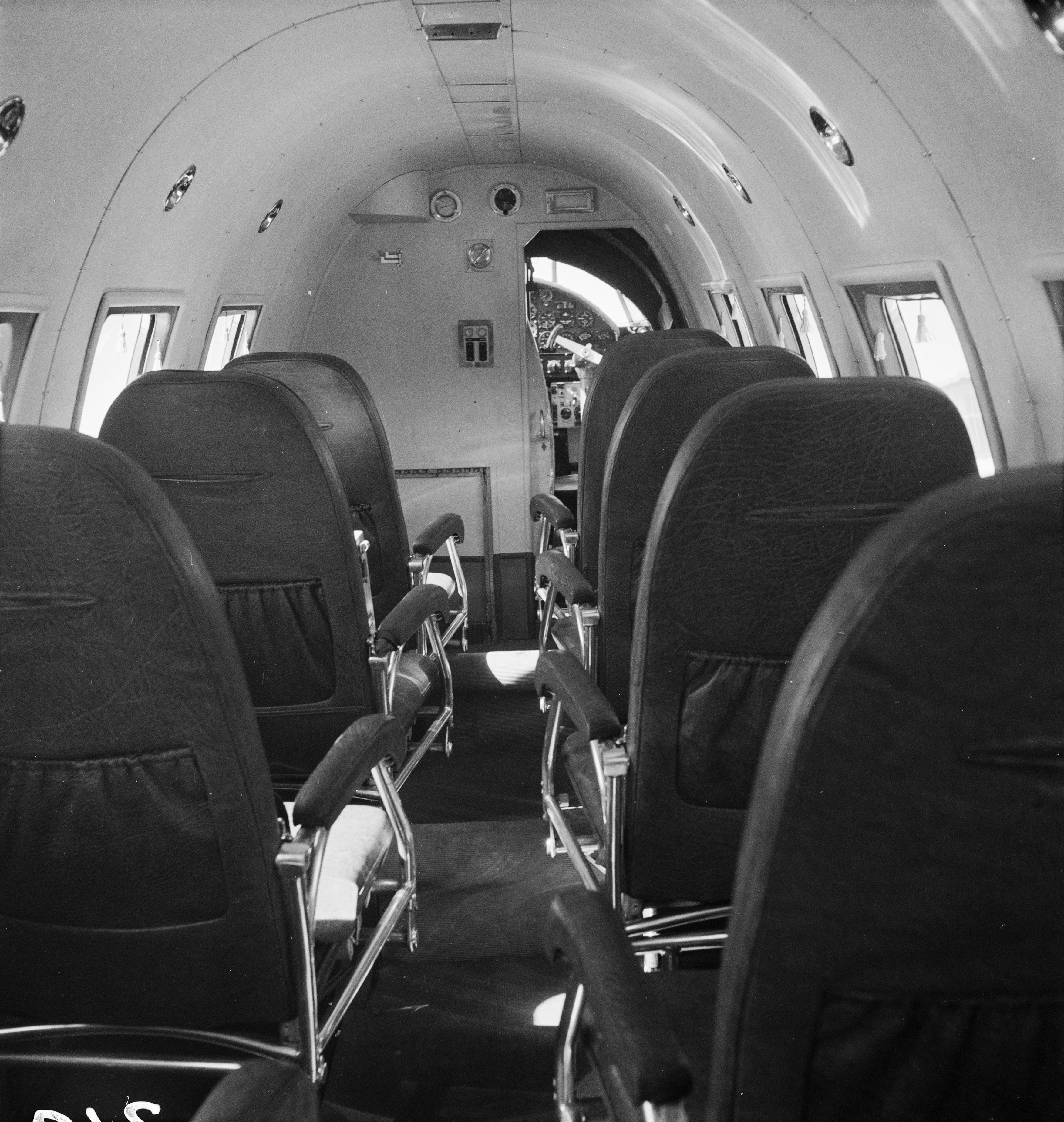
Кабина Junkers Ju-86 B-1

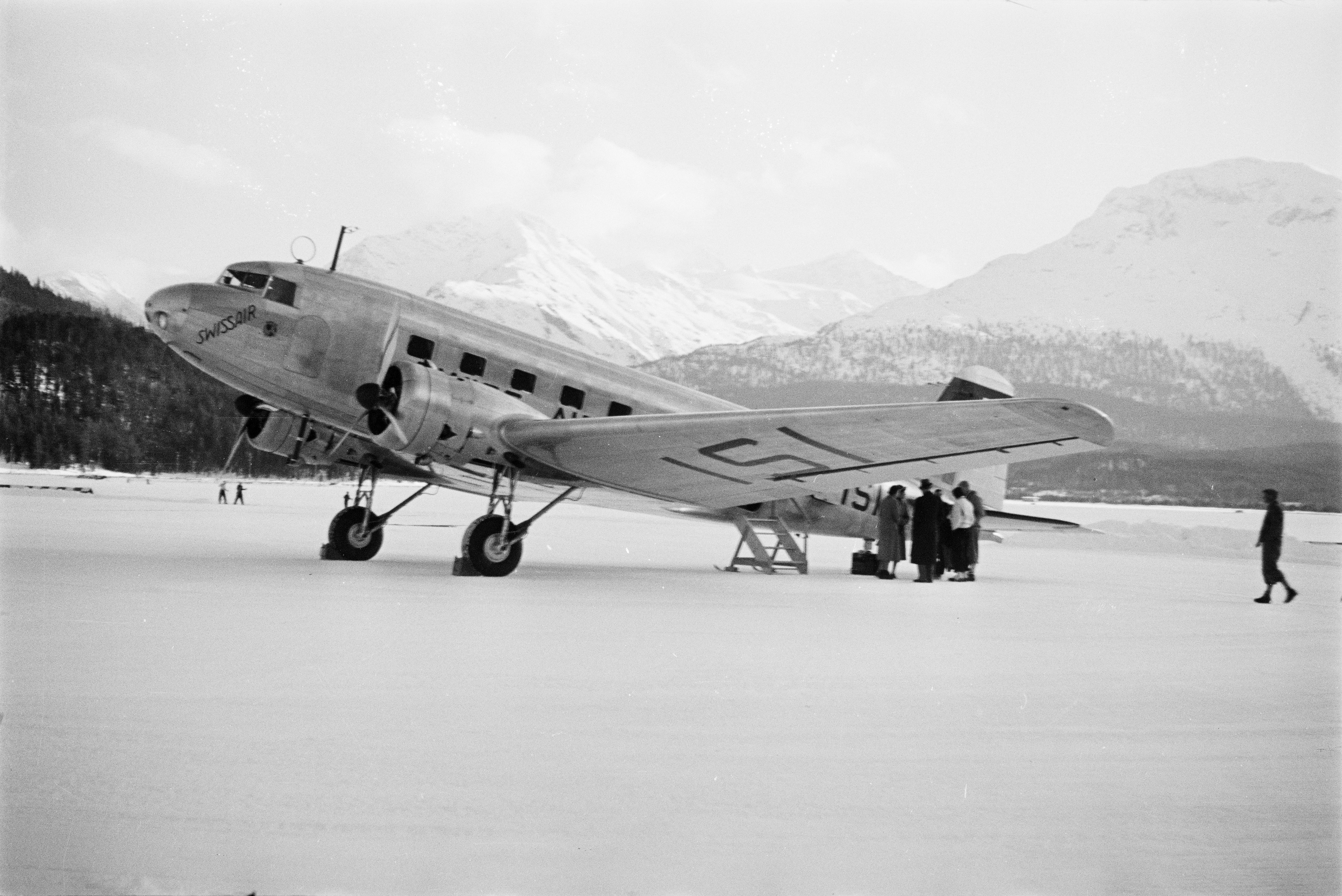
Первый прямой рейс Лондон—Самедан на Douglas DC-2-115-D, HB-ISI, 1938 год

1939 год ознаменовался несколькими катастрофами: 7 января DC-2 столкнулся с холмом недалеко от Санлиса при заходе на посадку из-за плохой видимости. Выжило 12 пассажиров, но два пилота и бортпроводник Джози Брук погибли. 20 июля Junkers Ju 86 разбился недалеко от Констанца. Капитан Вальтер Аккерманн, проработавший дольше всех в Swissair, и известный автор бесчисленных пилотных книг, погиб.
Также в 1939 году был добавлен маршрут Цюрих—Базель—Роттердам—Амстердам.

### Вторая мировая война

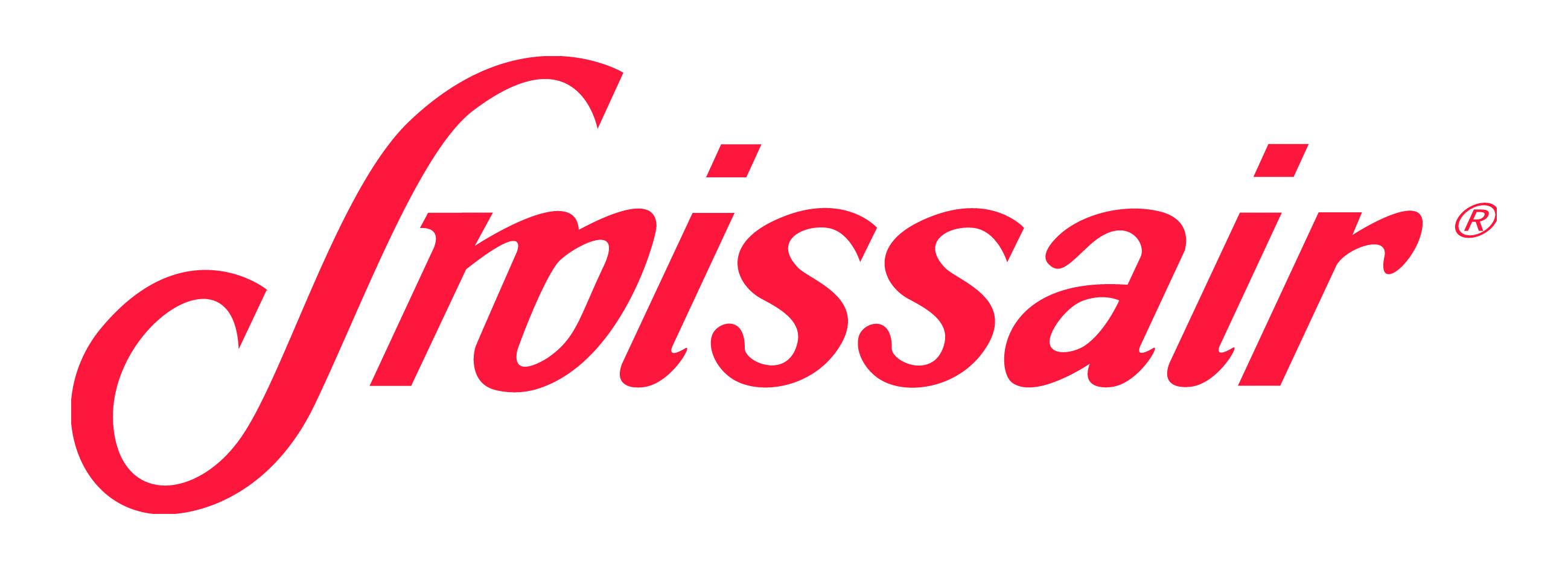
Логотип Swissair в 40-е года

27 августа 1939 года воздушное пространство над Германией и Францией было закрыто — рейсы в Амстердам, Париж и Лондон пришлось прекратить. Через два дня Swissair пришлось прекратить все полёты. Из 180 сотрудников 131 были призваны в армию. 85 сотрудников пришлось уволить. В конце 1939 года только 95 сотрудников всё ещё получали заработную плату. Финансовый год для Swissair впервые завершился с убытками.
В 1940 году из-за угрозы вторжения с севера, штаб-квартира авиакомпании была временно перенесена в Локарно. Оттуда были начаты полёты в Италию и Испанию. Маршруты Локарно—Рим и Локарно—Барселона работали около шести месяцев. Билеты в Рим предлагались за 85 швейцарских франков, а билет в Барселону стоил 200 швейцарских франков. Маршрут в Барселону, в частности, использовался еврейскими эмигрантами. После того как Италия начала принимать участие в войне, рейсы в Рим пришлось отменить. С сентября 1940 года единственным маршрутом оставался Цюрих—Мюнхен.

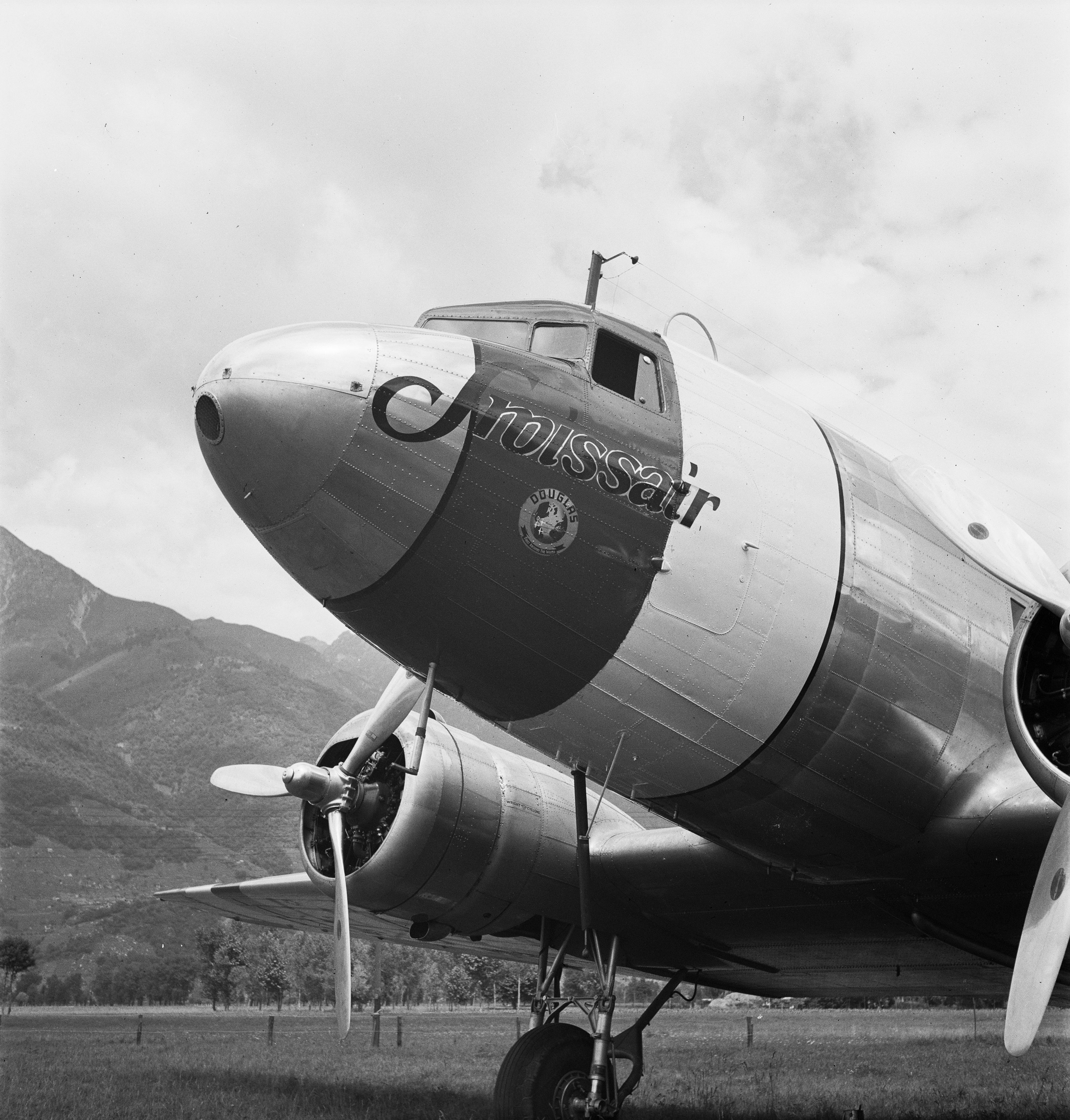
DC-2-115-D, HB-ISI с красными и белыми линиями нейтральности

С тех пор самолёты были окрашены в красно-белую нейтральную краску для лучшей идентификации средствами противовоздушной обороны. Несмотря на продажу запчастей и Douglas DC-3 шведской компании A/B Aerotransport, в 1940 году снова пришлось сообщить об убытках. Количество перевезённых пассажиров сократилось на 95 % по сравнению с последним предвоенным годом.
В 19 ноября 1941 года маршрут Цюрих—Штутгарт—Берлин был возобновлён, однако был отменён рейс в Мюнхен. В этом году множество людей получили работу в Swissair, и 1941 год, впервые со времён начала войны, закончился с небольшой прибылью. 1942 год также оказался прибыльным.
С 30 января 1943 года маршрут Цюрих—Штутгарт—Берлин был изменён на маршрут Цюрих—Штутгарт. Для перевозок делегаций в Берлин выполнялись дополнительные рейсы, которые могли осуществляться только при наличии специального разрешения.
В 1944 году война в Европе усилилась, и разрешения на полёты стали выдаваться реже. 9 августа был полностью уничтожен самолёт DC-2 Swissair в Штутгарте. 17 августа 1944 года полёты были окончательно прекращены из-за массированных атак на юг Германии. Несмотря на пониженную зарплату работникам, в конце 1944 года компании вновь пришлось сообщить об убытках.

### После войны
30 июля 1945 года Swissair смогла возобновить полёты по маршрутам Женева—Париж и Цюрих—Париж. С 19 сентября возобновились полёты в Амстердам и с 29 сентября снова начались полёты в Лондон. Кроме того, отдельные пункты назначения обслуживались специальными рейсами: в Лиссабон, Барселону, Тунис и Мальмё. После окончания войны, спрос на полёты увеличился, о чем свидетельствует рекордно высокий коэффициент загрузки самолётов в 93 % за 1945 год. Два дополнительных Douglas DC-3 были добавлены к флоту авиакомпании в 1946 году. Прага, Варшава, Брюссель, Стокгольм и Мальмё теперь обслуживались в соответствии с расписанием, некоторые из них в сотрудничестве с другими авиакомпаниями. В конце декабря на недавно приобретенном Douglas DC-4 был выполнен первый дальнемагистральный рейс в Лидду и Каир.
В 1947 году капитал Swissair увеличился с 1 000 000 до 20 000 000 швейцарских франков, что позволило авиакомпании начать выполнять дальнемагистральные рейсы в Нью-Йорк, Южную Африку и Южную Америку. Эти полёты выполнялись на самолётах Douglas DC-4. Первый рейс в Нью-Йорк состоялся 2 мая 1947 года. DC-4 вылетел из Женевы, совершил промежуточные остановки в Шанноне и Стивенвилле и приземлился в Вашингтоне, так как из-за сильного тумана нельзя было сажать самолёт в Нью-Йоркском аэропорту Ла-Гуардия. Время полёта составило 20 часов и 55 минут. Для маршрутов малой и средней протяжённости были закуплены более современные двухмоторные лайнеры Convair CV-240. Государственный сектор Швейцарии (Швейцарская Конфедерация, кантоны, муниципалитеты, а также SBB и PTT) купил 30,6 % акций Swissair и предоставил авиакомпании кредит в размере 15 000 000 швейцарских франков, которые Swissair потратила на два новых самолёта Douglas DC-6B для выполнения дальнемагистральных рейсов. Это сделало Swissair национальным перевозчиком Швейцарии.
На главном вокзале Цюриха открылось агентство авиаперевозок. Кроме того, новая штаб-квартира авиакомпании была перенесена в цюрихский район Хиршенграбен. 1947 год завершился с чистой прибылью в размере 787 601 швейцарский франк.
В сентябре 1949 года авиакомпания попала в финансовый кризис из-за внезапного падения британского фунта стерлингов, так как все тарифы за пределами США рассчитывались в британской валюте. В то же время рейсы в Англию приносили 40 % от всего дохода. В результате этого, 1949 год завершился с убытком в размере 3 600 000 швейцарских франков. Было продано два самолёта, количество сотрудников значительно сократилось, а капитал сократился с 20 до 14 миллионов швейцарских франков.

### Рост

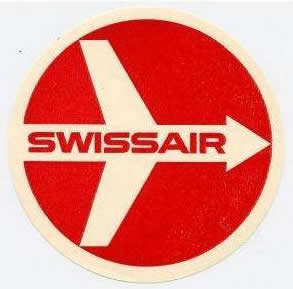
Логотип SR 50-х/60-х/70-х годов

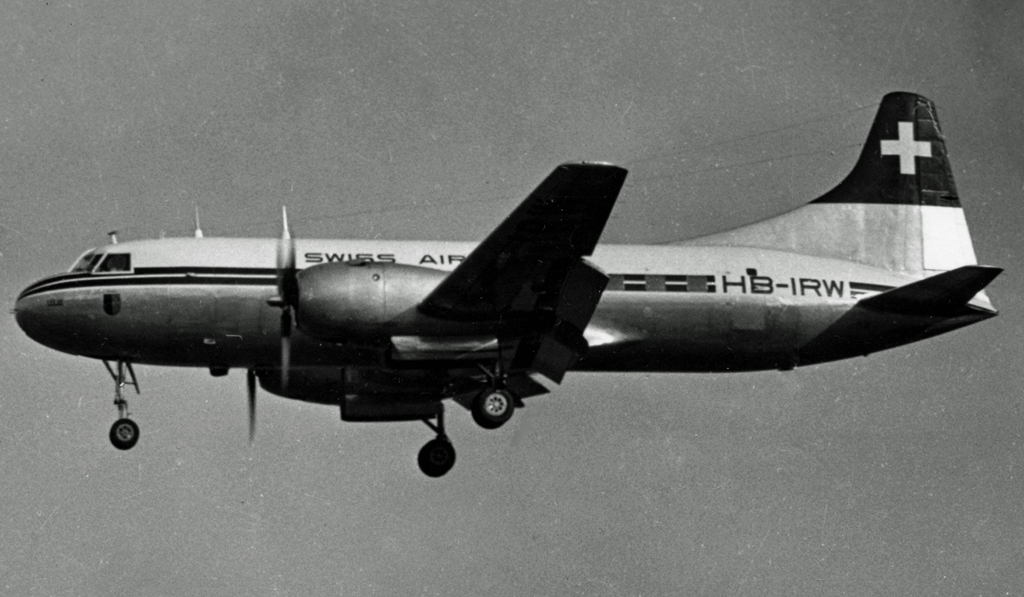
Convair CV-240, HB-IRW

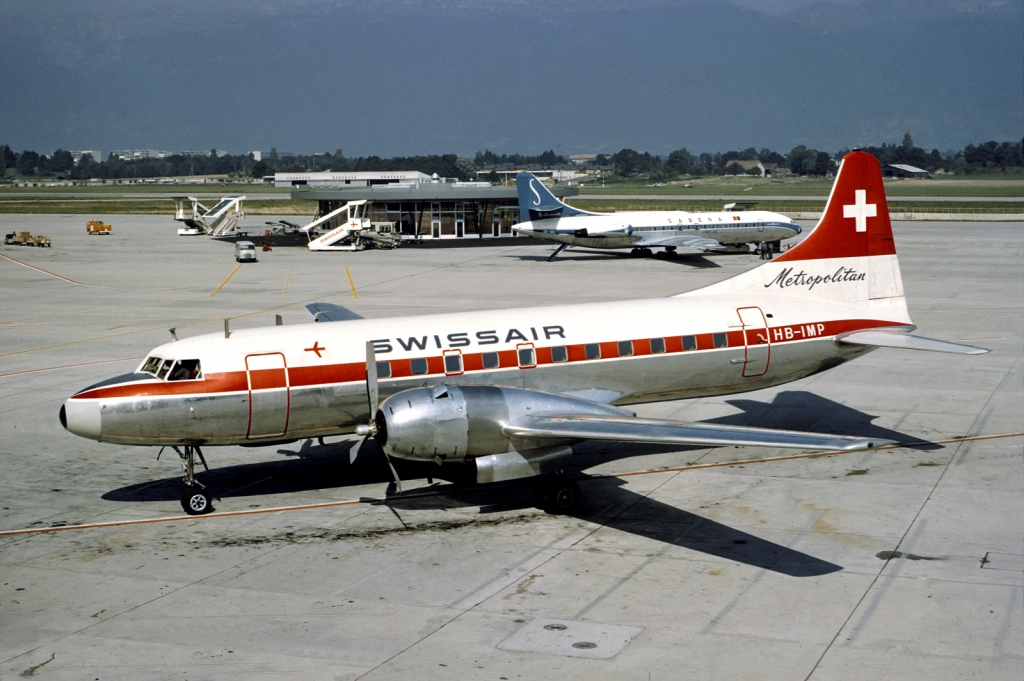
Convair CV-440 Metropolitan, HB-IMP

В июне 1950 года Вальтер Берхтольд был избран в совет директоров Swissair. Следуя примеру BOAC, он представил логотип в форме стрелки, который использовался несколько десятилетий. Также изменилась ливрея самолётов: вместо обычной серебряной краски, верхняя часть фюзеляжа была окрашена в белый цвет с надписью «Swiss Air Lines». На уровне окна две красные полосы обозначали конец металлической нижней части фюзеляжа, а на руле направления был изображен швейцарский крест . Все самолёты были названы в честь кантонов Швейцарии. Для повышения спроса впервые были введены сниженные цены на ночные рейсы в Англию.
С августа 1951 года были начаты регулярные рейсы в Нью-Йорк на двух новых Douglas DC-6B. Из-за ограниченной дальности полёта приходилось совершать промежуточные посадки в Шанноне и Гандере. В связи с растущим спросом были заказаны еще четыре DC-6B.
В 1952 году были введены первый и туристический классы на трансатлантических рейсах. Первый класс был оборудован креслами, которые можно было превратить в спальное место. Вскоре их заменили кровати. Через год на европейских рейсах также ввели туристический класс. Из-за острой нехватки пилотов, впервые были наняты иностранные лётчики. В этом же году пост президента ИАТА занял директор Swissair. С 1952 года началось тесное сотрудничество с другими авиакомпаниями.
В 1953 году Swissair вместе с городом Базель основала чартерную авиакомпанию Balair. Несмотря на отсутствие прав на транзитные полёты, рейсы в Нью-Йорк составляли основу маршрутной сети Swissair. На ближнем востоке Swissair начала обслуживать Стамбул и Бейрут.
Для обучения пилотов был приобретен первый авиасимулятор, чтобы иметь возможность тренировать действия в чрезвычайных ситуациях. В те времена можно было начинать летать без бортрадистов, из-за чего их стали переучивать на штурманов. Хаб Swissair был перенесен в новый аэропорт Клотен. С 27 мая 1954 года были начаты рейсы в Сан-Паулу с остановками в Лиссабоне, Дакаре, Ресифи и Рио-де-Жанейро.
Swissair стала первым европейским покупателем Douglas DC-7C в 1956 году, что сделало возможным беспосадочные рейсы в США. Convair CV-440 Metropolitan был введён в эксплуатацию для маршрутов на короткие расстояния. В том же году Swissair организовала специальный рейс, чтобы доставить специалистов Swiss Air-Rescue в Большой Каньон для спасения жертв авиакатастрофы над Большим каньоном, однако выживших не было.
В 1957 году к флоту присоединились ещё два Douglas DC-7C и четыре Convair CV-440. Это позволило включить Дальний Восток в маршрутную сеть. В то время открытие прямых рейсов в Токио считалось смелым шагом. Маршрут совершал промежуточные остановки либо в Афинах, Карачи, Бомбее, Бангкоке и Маниле, либо в Калькутте и Гонконге. Появились новые маршруты в Монтевидео и Буэнос-Айрес. Рейсы в Северную Америку выполнялись через Кёльн и Лиссабон. На Ближнем Востоке был открыт маршрут в Дахран через Бейрут и Багдад. Зимой, в качестве пробы, выполнялись внутренние рейсы в Давос, Санкт-Мориц, Церматт и Ла-Шо-де-Фон.

### Начало эры реактивных самолётов

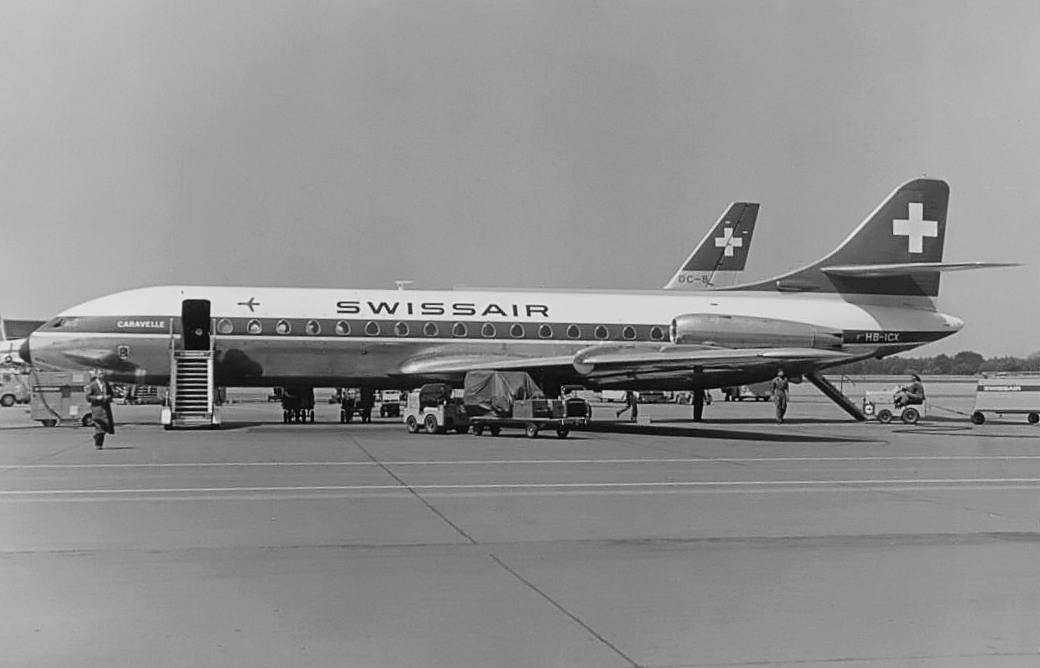
Sud Aviation Caravelle Swissair

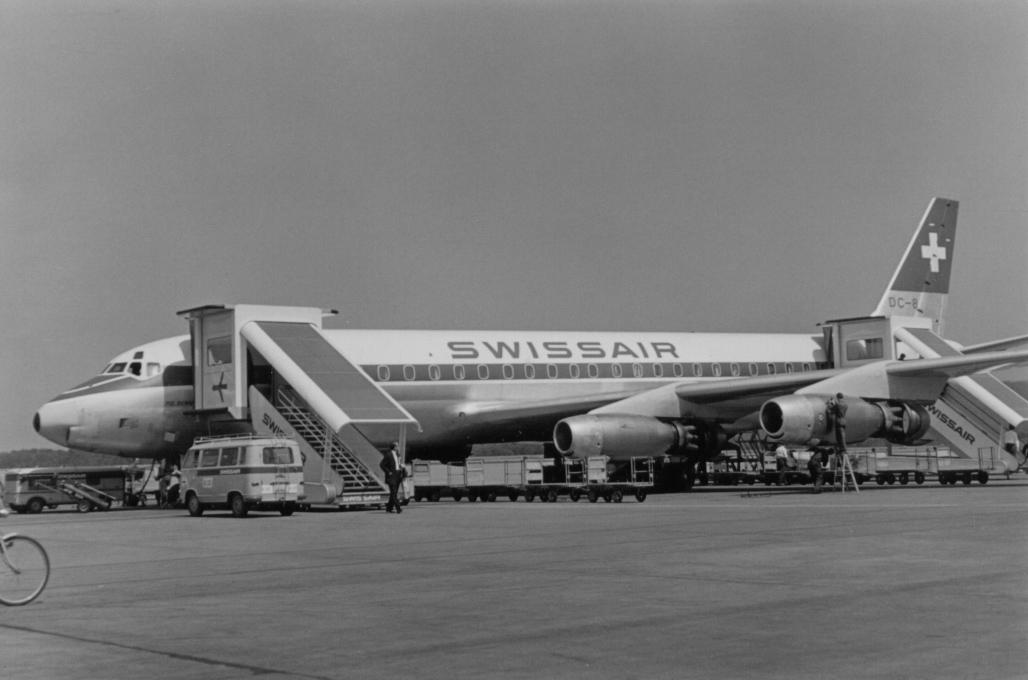
Douglas DC-8-32

В 1958 году Swissair подписала соглашение о сотрудничестве со скандинавской авиакомпанией SAS. Они совместно заказали следующие типы самолётов: Douglas DC-8 для маршрутов на дальние расстояния, Convair CV-880 для маршрутов средней протяженности, а также SE-210 Caravelle и Convair CV-440 для полётов малой протяжённости. В 1958 году впервые было перевезено более миллиона пассажиров. Маршрутная сеть была расширена за счет включения рейсов в Берн и Бахрейн. Кроме того, в Северной Америку начал летать грузовой самолёт DC-6A. Эрнст Шмидхейни был избран вместо покойного председателя совета директоров Рудольфа В. Хеберлейна. Пассажирские DC-6B оставались в эксплуатации на маршрутах в Дальний Восток до сентября, а DC-7C использовался на рейсах в Южную Америку до конца года. Для обучения пилотов был приобретен учебно-тренировочный самолёт Pilatus P-3. В 1959 году маршрутная сеть была расширена рейсами в Анкару, Кувейт и Тегеран. Количество зарубежных пунктов назначения было расширено до 81.

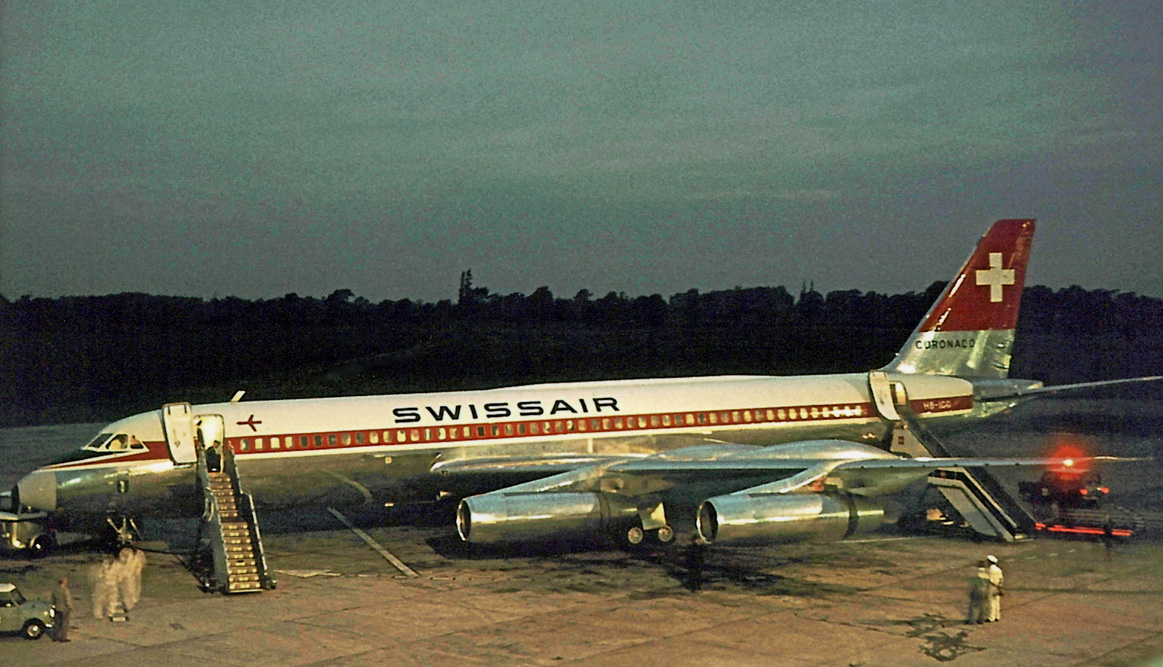
Convair CV-990 Коронадо, HB-ICC

В 1961 году спрос на авиаперевозки снизился. В то же время мировое воздушное сообщение было увеличено за счет внедрения больших реактивных самолётов. Количество сотрудников впервые превысило 7500 человек. Маршрут Цюрих—Кёльн/Бонн был продлен до Роттердама. На Ближнем Востоке появился маршрут в Хартум. Помимо SE-210 и CV-440 Metropolitan, в европейских перевозках все чаще использовались DC-6B и DC-7C.

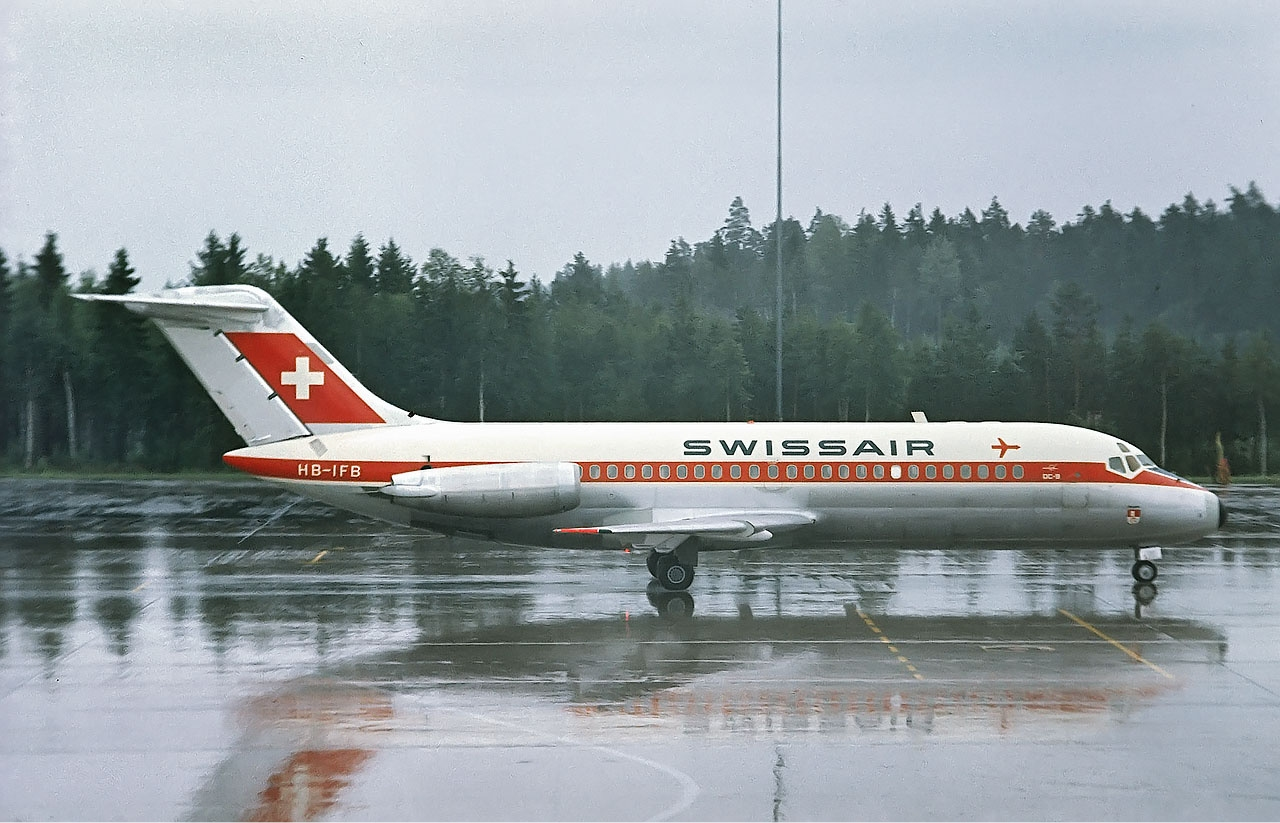
DC-9-15, HB-IFB

Convair 990 являлся самым быстрым авиалайнером в мире в период с 1962 по 1968 год, до появления сверхзвуковых Ту-144 и Конкорда. Он до сих пор остаётся самым быстрым дозвуковым авиалайнером. В течение 1962 года Swissair завершила покупку реактивных самолётов, были куплены последние DC-6B и DC-7C. Таким образом, у Swissair был один из самых современных флотов в мире. Ежедневное время полёта DC-8 во флоте Swissair составляло в среднем 10-11 часов, Convair 990 ежедневно летал 7-8 часов. Нововведения в маршрутной сети включали рейсы в Лагос и Аккру, были возобновлены рейсы в Абадан, начаты прямые рейсы в Нью-Йорк и добавлены новые пункты назначения в Северной Америке, например Монреаль и Чикаго. Также появился рейс в Сантьяго. Полёт в Сантьяго длился 17 часов, что являлось вторым по продолжительности рейсом в маршрутной сети Swissair, после Токио (20 часов).
В 1963 году парк был увеличен за счет усовершенствованного DC-8. Алжир и Милан теперь обслуживались из Женевы. Капитал Swissair был увеличен до 140 000 000 швейцарских франков. 1963 год был омрачен самой страшной катастрофой в истории компании на тот момент: 4 апреля SE-210 разбился во время выполнения рейса 306 из Цюриха в Женеву из-за неисправности с шасси. Все 80 человек на борту погибли.
Тунис и Триполи были недавно добавлены в маршрутную сеть. Двенадцать новеньких McDonnell Douglas DC-9 были заказаны для замены CV-440, используемых на европейских маршрутах.
Как и 1965 год, 1966 год оказался финансово успешным. Несколько более крупная модель DC-9-30 стала основой флота ближне- и среднемагистральных маршрутов Swissair. Были заказаны два дальнемагистральных самолёта DC-8-62, один из которых был пассажирско-грузовым вариантом. Новыми направлениями стали Монтевидео и Хартум.
Межконтинентальные маршруты составляли 69 % от общей выручки и они по-прежнему составляли основу маршрутной сети. Дополнительные DC-9-15 и DC-9-32 присоединились к флоту в 1968 году. В 1968 году Swissair заказала два широкофюзеляжных Boeing 747: с экипажем из 19 человек, «Джамбо Джет» мог перевозить 32 пассажира первого класса, 321 пассажира эконом-класса и 10 тонн груза. Boeing 747 должны были обслуживать маршруты Цюрих/Женева—Нью-Йорк с 1971 года.
Новыми пунктами назначения в маршрутной сети стали Хельсинки, Бухарест, Малага и Москва. В 1968 году произошли крупные изменения во флоте. Несколько DC-8-32, CV-990, DC-9-15, арендованные BAC-1-11, SE-210 и все оставшиеся CV-440 и DC-3 были списаны. Остались лишь три DC-8-62, тринадцать DC-9-32. В результате этого, Swissair стала одной из первых авиакомпаний в мире, которая использовала исключительно реактивные самолёты. Маршруты в Азию и Южную Америку теперь постоянно выполнялись самолётами DC-8. Новыми дополнениями к маршрутной сети были Найроби, Дар-эс-Салам и Йоханнесбург. В начале года сотрудничество с SAS, существовавшее с 1958 года, стало более тесным, и в качестве дополнительного договорного партнера была включена компания KLM. Три компании сформировали KSS Group. Летом 1969 года в альянс вступила французская Union de Transports Aériens (UTA), так что в феврале 1970 года была образована KSSU. Практически одновременно начались переговоры о партнёрстве с Austrian Airlines. О намерении объединить обе компании было заявлено в программном заявлении. Однако оно ограничилось техническим и оперативным сотрудничеством.
В 1969 году общий доход впервые превысил 1 000 000 000 швейцарских франков. После увеличения капитала до 300 миллионов швейцарских франков были заказаны дополнительные широкофюзеляжные самолёты: было куплено шесть McDonnell Douglas DC-10-30 с вместимостью до 250 пассажиров.
Новыми дополнениями к маршрутной сети были линии в Роттердам и Манчестер, а также в Инсбрук, которые обслуживались с 1951 года и от которых пришлось отказаться по эксплуатационным причинам. На Дальнем Востоке Сингапур теперь обслуживался через Коломбо. Было достигнуто соглашение с компаниями Alitalia, BEA, BOAC и Lufthansa, а также с пятью банками о создании гостиничной сети, которая будет строить отели среднего класса в Лондоне, Париже, Франкфурте, Мюнхене, Цюрихе и Риме под названием European Hotel Corporation.
21 февраля 1970 года бомба, спрятанная в багаже, взорвалась через девять минут после взлёта на борту рейса 330 (Цюрих—Тель-Авив—Гонконг). Экипаж хотел вернуться обратно в Цюрих, но потерял ориентацию из-за дыма в кабине и разбился. Никто из 47 пассажиров и членов экипажа не выжил. Ответственность за нападение взял на себя Народный фронт освобождения Палестины (НФОП).
6 сентября 1970 года Swissair стала жертвой угона со стороны НФОП. В результате скоординированных действий самолёт DC-8 Swissair, Boeing 707 TWA и Vickers VC10 BOAC были захвачены почти одновременно и насильно приземлены в «Досонс Филд», в 60 км к северо-востоку от Аммана посреди пустыни. После нескольких дней переговоров заложники были освобождены, но все три самолёта были взорваны 12 апреля. В результате во всем мире массово ужесточили меры безопасности в воздушном движении. Страховые взносы теперь включали надбавки за риски угона и войны.

### Начало эры широкофюзеляжных самолётов

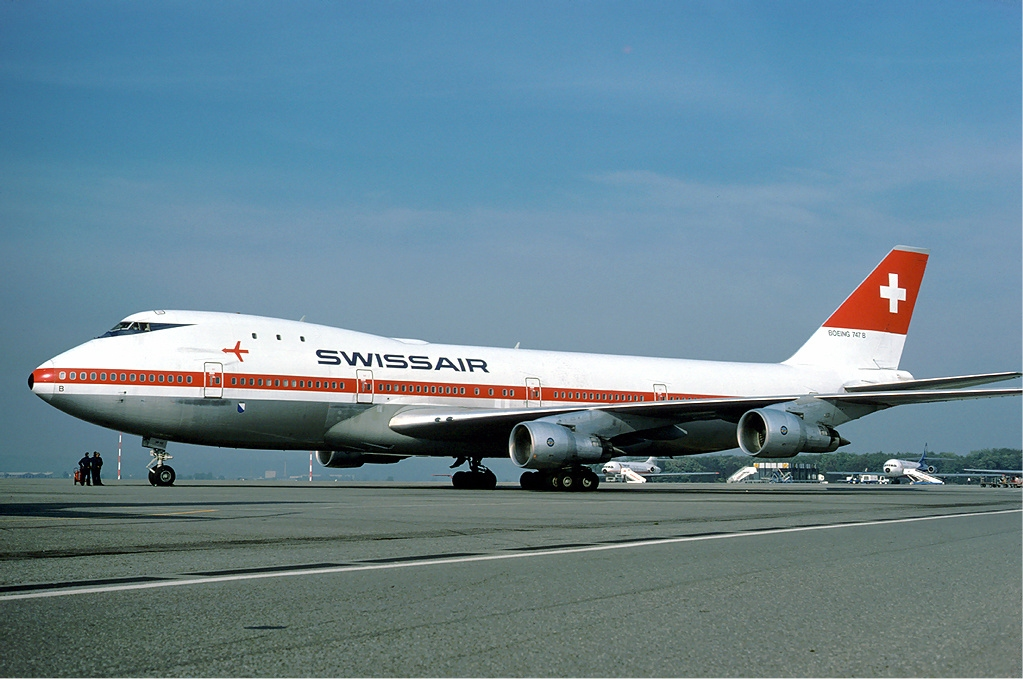
Boeing 747-257B Swissair

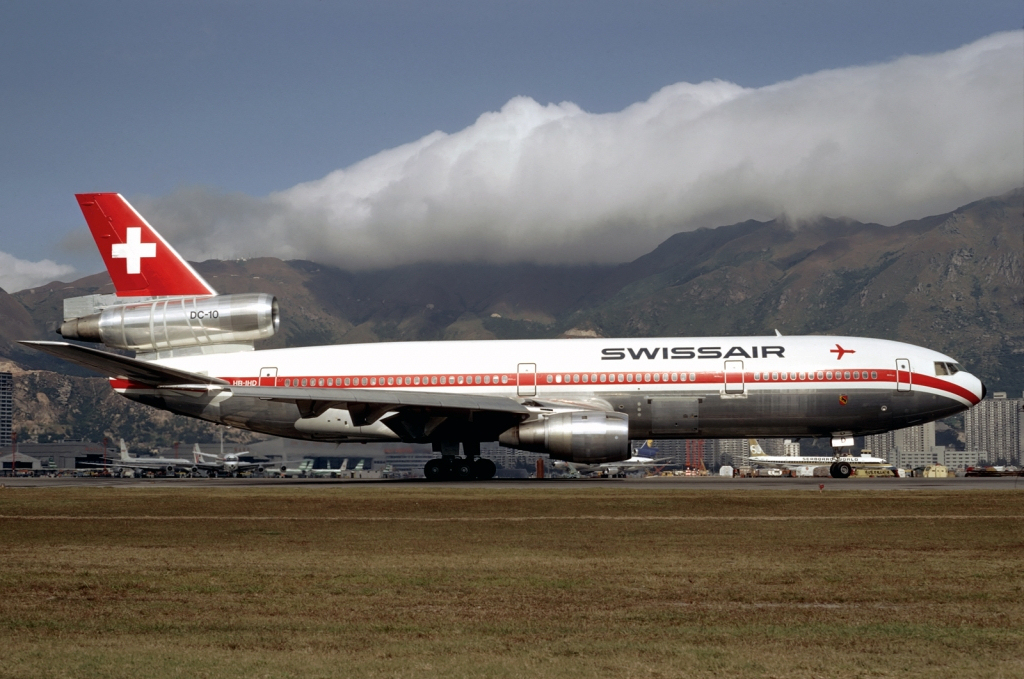
McDonnell Douglas DC-10-30 в Гонконге

В феврале 1971 года в Цюрихе приземлился первый Боинг 747-257В Swissair. Уже в следующем году, 9 декабря 1972 года, появился первый самолёт McDonnell Douglas DC-10-30, и они сформировали парк дальнемагистральных самолётов Swissair. Устаревшие Convair 990 были выведены из флота. Boeing 747 использовались исключительно для маршрутов Цюрих/Женева—Нью-Йорк. К маршрутной сети были добавлены Бостон, Либревиль, Никосия и Генуя. Новые иностранные представительства были открыты в Либревиле, Никосии, Бангалоре, Бергене, Бильбао, Марселе, Нанте и Тулузе . Штат сотрудников Swissair увеличился до 13 342 человек.
1 ноября 1972 года был введён запрет на ночные рейсы, что привело к прекращению дешёвых ночных полётов.
1975 год характеризовался чувствительными убытками. Впервые с 1961 года выполнение полётов принесло убытки. Новыми направлениями стали Торонто, Дахран, Абу-Даби и Зальцбург. Swissair стала второй авиакомпанией в мире, включившей Китайскую Народную Республику в свою маршрутную сеть и выполняющей рейсы одновременно в два китайских пункта назначения: Пекин и Шанхай. Вместе с DC-9-51 к флоту присоединились еще три дальнемагистральных DC-10.
В 1977 году Swissair стала первым заказчиком DC-9-81 и заказала 15 самолётов этого типа. Маршрутная сеть была расширена за счет Линца, Софии и Анкары. Swissair была представлена в 170 городах мира, теперь также в Дамаске, Падуе, Росарио и Эр-Рияде. Штаб рабочих увеличился до 14 129 человек.
В 1979 году большая часть дальнемагистральных маршрутов была остановлена на 12 дней из-за глобального запрета на полёты на DC-10, наложенного американскими авиационными властями. 7 октября самолёт DC-8, после приземления в Афинах, выкатился за пределы взлётно-посадочной полосы и загорелся, в результате чего погибли 14 пассажиров. 1979 год характеризовался огромным ростом цен на топливо: в конце 1979 года цены на керосин были в два раза выше, чем в 1978 году, а доля затрат на топливо выросла с 12 до 16 процентов от общей стоимости. Swissair была первой, кто заказал Airbus A310-200 с двухместной кабиной для маршрутов на небольшие расстояния с большой загрузкой. Был заказан еще один Boeing 747. Дублин был добавлен в маршрутную сеть в качестве нового пункта назначения.

### Трудные годы

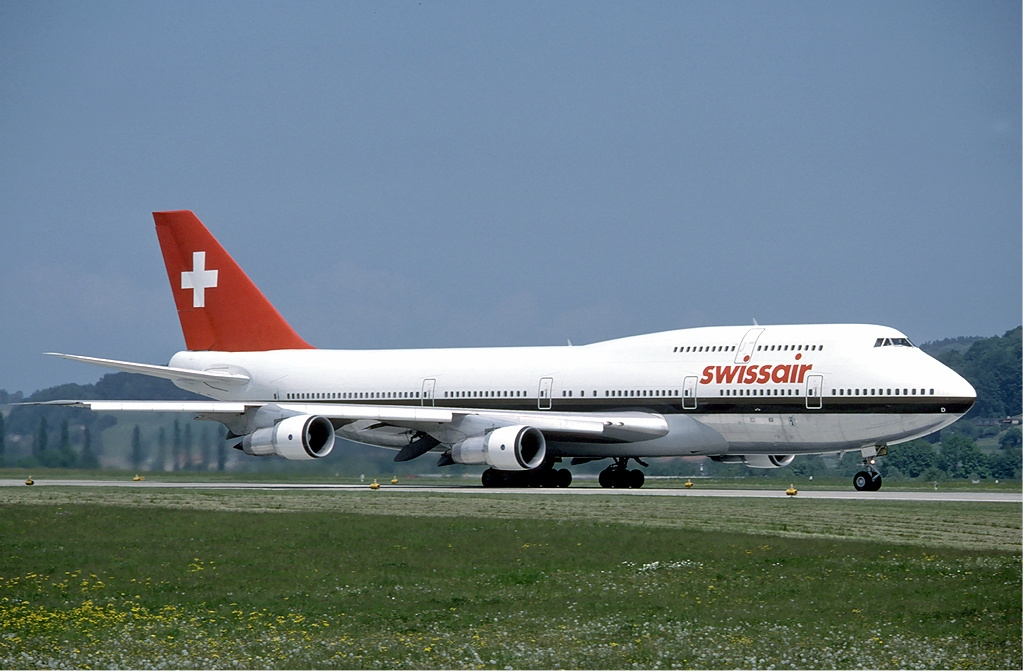
Boeing 747-300 Swissair в новой ливрее

В год, который эксперты охарактеризовали как худший год в истории гражданской авиации, Swissair смогла показать впечатляющий результат. В отличие от конкурентов, было сохранено деление салона на первый и экономический классы. Ближнемагистральный флот был обновлен с введением MD-81 (DC-9-81). Этот тип самолёта частично заменил более старые и меньшие по размеру DC-9. Кроме того, были заказаны пять новых Boeing 747 с удлиненной верхней палубой и два DC-10-30. С подключением аэропорта Цюриха к национальной железнодорожной сети маршрутные автобусы из Цюриха в аэропорт были прекращены. Маршрутная сеть была расширена до Джакарты, но рейсы в Тегеран и Багдад пришлось отменить после начала Ирано-иракской войны. В конце 1980 года Swissair была представлена в 196 городах. В 1981 году, в честь своего 50-летия, Swissair представила новую, более современную ливрею.
В 1982 году, который являлся ещё одним сложным и трудным годом, Swissair смогла удержать свои позиции, почти повторив успех предыдущих лет. Авиапарк был расширен за счет поставки двух новых самолётов DC-10-30ER. В маршрутную сеть были добавлены Салоники и Хараре. Также возобновились рейсы в Багдад и Бейрут. Заключено коммерческое сотрудничество со швейцарской региональной авиакомпанией Crossair, которой Swissair оставила некоторые маршруты. В рамках улучшения комфорта и обслуживания, алкогольные напитки теперь также стали доступны в эконом-классе бесплатно. Первый класс был оснащен откидными сиденьями, называемыми спальными местами. Клиенты эконом-класса теперь также могли выбирать место при покупке билета.
В конце 1983 года совет директоров Swissair принял решение ввести бизнес-класс наряду с первым и экономическим классом. Несмотря на глобальный экономический кризис, 1983 год завершился с рекордными результатами. Недавно поставленные Boeing 747-357 и Airbus A310 заменили более старые и меньшие Boeing 747, DC-10, DC-9 и DC-8, впервые за многие годы сократив парк до 49 самолётов. В конце 1982 года Swissair обслуживала более ста городов в 67 странах.
Благодаря общему экономическому росту авиаперевозки снова начали приносить прибыль. Новый бизнес-класс пользовался большим спросом, поэтому пассажировместимость в Boeing 747 была увеличена. Каракас был добавлен в маршрутную сеть. По состоянию на 1985 год, Swissair заключила соглашения о воздушных перевозках с 91 страной.
Из-за терактов в Вене и Риме и катастрофы на Чернобыльской АЭС, спрос на авиаперевозки в Европу упал. С 1987 года начались рейсы в Атланту. Также начали выполняться рейсы в Анкоридж, Сеул, Бахрейн, Бирмингем, Браззавиль и Мальту. Шесть McDonnell Douglas MD-11 были заказаны для замены DC-10 в будущем. Средний возраст флота составлял 7,2 года, что делало его одним из самых молодых и современных в мире. Современная техника в лайнерах позволяла пилотам действовать в условиях тумана при горизонтальной видимости на ВПП в 125—150 метров.

### Продолжение роста авиакомпании
В 1987 году обновление флота продолжалось с увеличением заказов на MD-11 до 12 единиц и MD-81 до 22 единиц. Количество рабочих увеличилось до 17 908 человек. С заменой оставшихся DC-9 на Fokker 100 и добавлением еще трех MD-81 весь флот стал первым в мире, у которого все самолёты были оборудованы для выполнения автоматической посадки в условиях крайне плохой видимости. Недавно предоставленные права на полёт над Сибирью были использованы на маршрутах в Японию и Китай. В сотрудничестве с SBB было введено обслуживание пассажиров на рейсах Swissair на восьми национальных вокзалах Швейцарии, включая продажу посадочных талонов.
Swissair сосредоточилась на авиационном бизнесе и расширила свои партнёрские отношения в 1989 году: она стала первой европейской авиакомпанией, подписавшей соглашение о сотрудничестве с американской Delta Air Lines. Вместе с Delta Air Lines, SAS и Singapore Airlines, Swissair сформировала альянс Global Excellence. Благодаря хорошей экономической ситуации, 1989 год стал одним из самых успешных в истории авиакомпании. В маршрутную сеть был добавлен Лос-Анджелес, а также были начаты рейсы в Гётеборг, Лион, Измир и Любляну. Также был проложен первый беспосадочный рейс в Токио над Сибирью.
В 1989 году было обслужено 110 пунктов назначения в 68 странах. В 1990 году совместно с SAS, Austrian Airlines и Finnair был основан Quality Alliance. Позже он стал называться Qualiflyer Group. Из-за слабой мировой экономики, войны в Персидском заливе и роста цен на топливо полёты понесли убыток в размере почти 100 миллионов швейцарских франков. Были проданы самолёты DC 10. 19 самолётов Airbus A321 и 7 самолётов Airbus A320 были заказаны для замены MD-81. Были введены в эксплуатацию еще два Fokker 100. Нововведениями в маршрутной сети стало включение рейсов в Бильбао, Филадельфию и Валенсию.
В 1991 году Swissair столкнулась с экономическим спадом. Оставшиеся DC-10 были полностью заменены на MD-11. Самолеты авиакомпании стали летать в Дели, Киев и Санкт-Петербург. Кроме того, сотрудничество с Singapore Airlines было подкреплено инвестициями в акционерный капитал. Партнер Global Excellence Delta Air Lines передала Swissair техническое обслуживание своего парка самолётов Airbus A310. Swissair стала первой авиакомпанией в мире, которая проанализировала воздействие своей деятельности на окружающую среду и взяла на себя роль первопроходца в области экологии. Согласно исследованию Международного исследовательского института путешествий в Гонконге, Swissair была названа самой популярной авиакомпанией.

### Новые проблемы
На референдуме 1992 года Швейцария отказалась от присоединения к Европейскому экономическому пространству (ЕЭП). Это поставило Swissair в невыгодное положение по сравнению с конкурентами из стран ЕЭП, поскольку между странами ЕЭП не предлагалось прямых рейсов, и Swissair не разрешалось брать пассажиров во время остановок в зоне ЕЭП. 1992 год стал одним из самых убыточных для мировой авиационной отрасли: после спада спроса, вызванного войной в Персидском заливе, экономический спад обострил структурные проблемы мировой авиации. Избыток предложения вызвал ожесточённую конкуренцию. Впервые со времен Второй мировой войны было сокращено 400 рабочих мест и объявлено об увольнении 160 человек. С прибытием двенадцатого MD-11 замена парка DC-10 была завершена. Нововведениями в маршрутной сети стали Банжул, Минск, Вильнюс, Вашингтон и Яунде. В апреле 1992 года была запущена собственная бонусная программа для часто летающих пассажиров под названием Qualiflyer. В аэропорту Цюриха терминал A был преобразован в терминал Swissair, где обслуживались все рейсы Swissair, Crossair, а также Austrian Airlines и SAS.

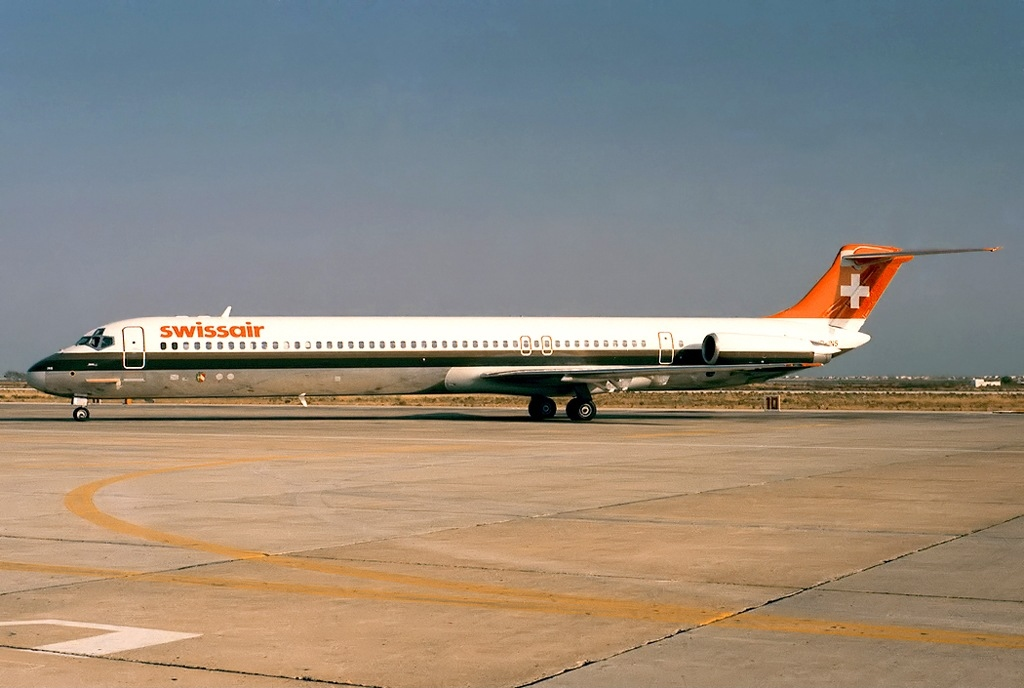
McDonnell Douglas MD-81 Swissair

Swissair подвергалась все большему давлению: все больше и больше авиакомпаний объединялись, чтобы иметь возможность обслуживать своих клиентов по всему миру. Здесь нужно было прилагать усилия, чтобы быть интересным своим американским партнерам, чтобы обеспечить достаточный пассажиропоток. Соответственно, в 1993 году произошло слияние Swissair, KLM, SAS (каждой по 30 %) и Austrian Airlines (10 %) под названием проекта Alcázar (от испанского слова «за́мок»). Этот проект провалился. 1993 год снова ознаменовался ускорением обвала цен, вызванным недоиспользованием производственных мощностей во всём мире. В связи с обновлением флота, начавшимся в 1995 году, и для минимизации рисков при продаже, десять единиц MD-81 были проданы досрочно и сданы в обратную аренду до тех пор, пока они не будут заменены. Из 108 самолётов во всём авиапарке, 26 были взяты в аренду: три Boeing 747, пять MD-11, одиннадцать MD-81, один MD-83 и один A310, четыре Saab 340 и один BAe 146. Новые пункты в маршрутной сети были Хараре, Кейптаун, Клагенфурт, Люксембург, Маскат и Страсбург. Первый класс был отменён на ближнемагистральных маршрутах. Для этого был введён новый бизнес-класс с более широкими креслами. На самолётах Swissair впервые была установлена спутниковая связь, позволяющая пассажирам совершать звонки по всему миру.
После провала проекта Alcázar, в январе 1994 года, Swissair начала рассматривать другие стратегические варианты. Как компания, не входящая в ЕС, она иногда была вынуждена сокращать количество рейсов, а в различных европейских аэропортах ей приходилось принимать такие меры, как более высокие сборы за посадку или налоги с пассажиров.

### Выживание

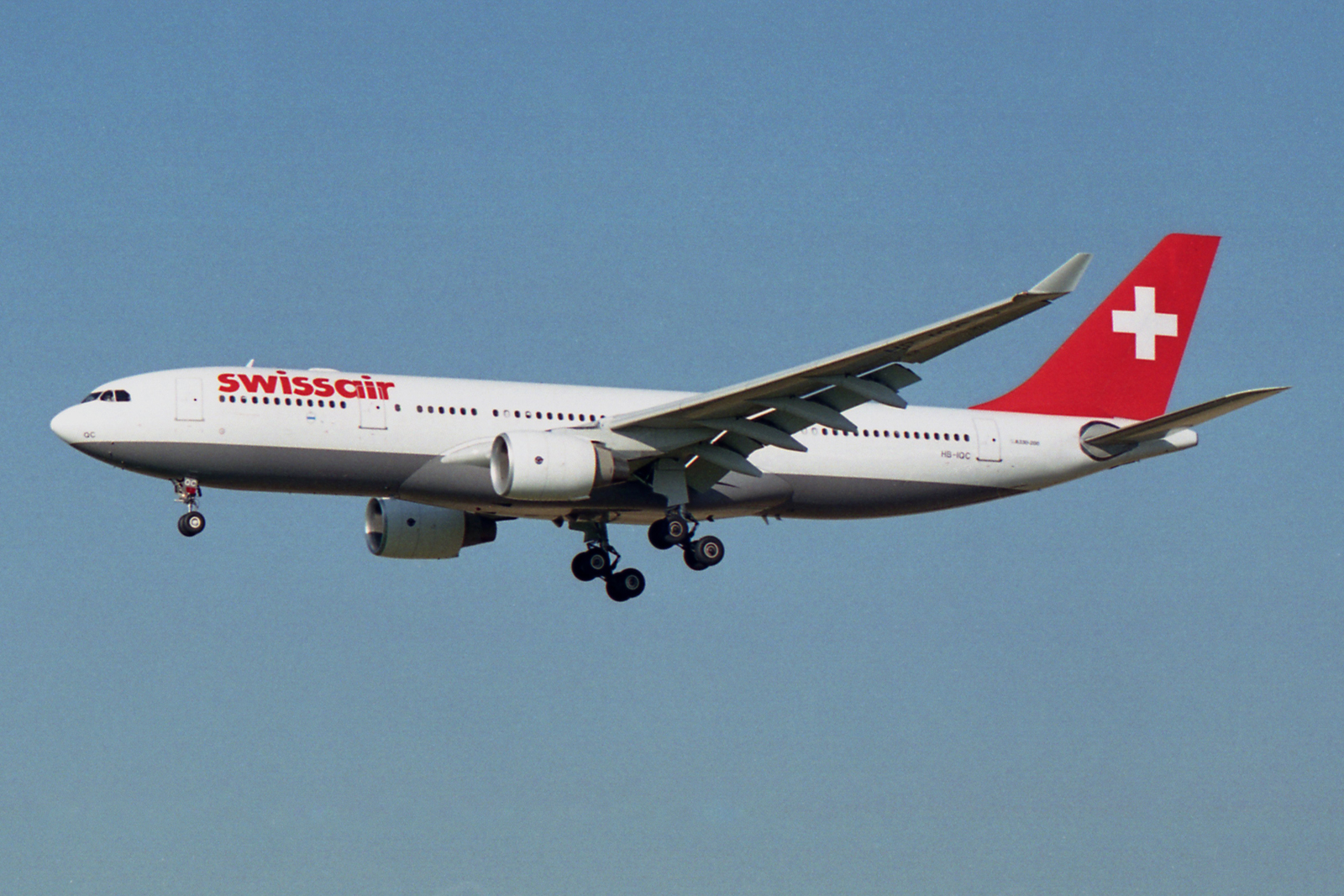
Airbus A330 Swissair в новой ливрее

Внешний вид Swissair был немного изменен за счет постепенной перекраски флота: были убраны коричневые полосы под окнами и увеличена надпись Swissair на фюзеляже. Нижняя часть самолёта была окрашена в серый цвет, чтобы подчеркнуть белый фюзеляж. Fokker 100 с бортовым номером HB-IVH стал первым самолётом, получившим новую окраску в мае 1994 года.
В 1995 году не предвиделось никакого прогресса в двусторонних транспортных переговорах между Швейцарией и ЕС. Изоляция Швейцарии и связанные с этим неудобства для Swissair и Crossair в виде ограниченного доступа к рынку, не ослабевали. Выход из этой проблемы обещала тесная связь с авиакомпанией ЕС: в мае 1995 года Swissair приобрела за 260 миллионов франков 49,5 % акционерного капитала бельгийской Sabena, хотя было известно, что эта авиакомпания имеет большую задолженность. Поскольку Бельгия также была страной в Европейском Союзе, в ней был заинтересован американский партнёр Delta Air Lines. Брюссельский хаб был значительно расширен. Однако в том же году многолетнее сотрудничество с SAS было прекращено. Управление всем регулярным движением самолётов вместимостью до ста мест было передано дочерней компании Crossair. Тайбэй стал новым пунктом назначения в маршрутной сети. Для рейса в Тайбэй была создана дочерняя авиакомпания Swissair Asia, чтобы не ставить под угрозу права на полёты в Китай. Сингапур впервые начал обслуживаться без остановок. Кроме того, были введены совместные рейсы с Austrian и Delta Air Lines: Вена—Женева—Вашингтон и Вена—Цюрих—Чикаго.

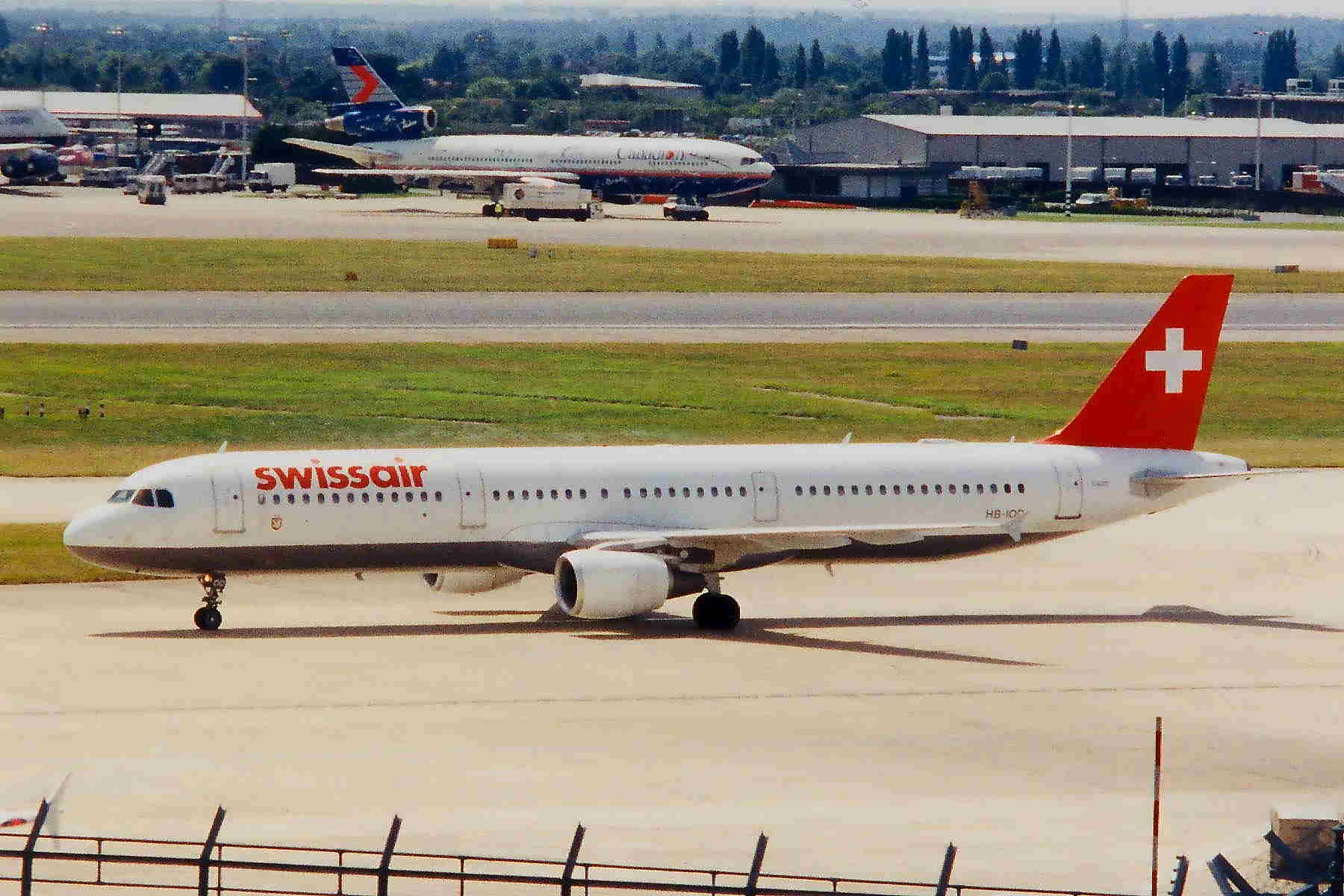
Airbus A321 Swissair

Была создана совместная программа с Singapore Airlines и Delta, которая предлагала привлекательные кругосветные тарифы. Программа для часто летающих пассажиров Qualiflyer, запущенная в 1992 году, уже насчитывала 700 000 участников и считалась ведущей программой, что ещё раз подтвердили опросы общественного мнения. Sabena, All Nippon Airways и Europcar Interrent стали новыми партнерами Swissair. Как одна из первых европейских авиакомпаний, Swissair появилась в интернете с ноября 1995 года и в рекламе позиционировала себя как «самую свежую авиакомпанию в мире». 1995 год ознаменовался самым масштабным обновлением флота в истории Swissair: новые Airbus A321 и A320 заменили MD-81 и A310-221. На замену Fokker 100 было заказано 12 Avro RJ100, которые предназначались для Crossair.
Из-за ускоренного падения цен, изменения состава перевозок и повышения цен на топливо выполнение полётов понесло большие убытки. В рамках тесного сотрудничества с Air Canada впервые стало возможным обслуживать направления в западной Канаде прямыми рейсами. С 1997 года бортпроводники из Индии и Таиланда были задействованы на некоторых дальневосточных рейсах. С 15 мая 1996 года на всех европейских маршрутах Swissair был введён запрет на курение. 1996 год понёс большие убытки.
В 1997 году SAirGroup удалось вернуться в плюс. С приобретением 34-го самолёта семейства A320 было завершено обновление европейского парка, что также означало конец эры DC-9/MD-81 после 31 года эксплуатации. Было заказано 13 единиц А330-200 и 9 единиц А340-600 для замены А310 и MD-11. В целях противодействия последствиям экономического кризиса в Азии рейсы в Сеул были приостановлены, но были начаты рейсы в Сан-Франциско.

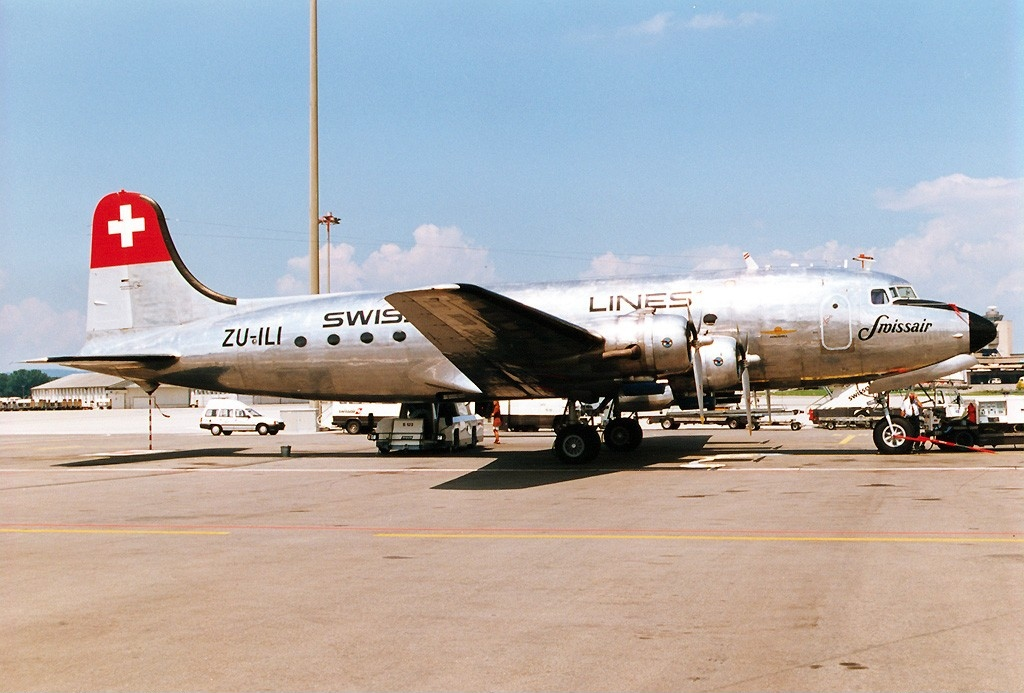
Douglas DC-4 использовавшийся для юбилейных полётов

Также в 1997 году Swissair отметила 50-летие своего первого пересечения Атлантики трехмесячной юбилейной программой. 2 мая 1997 года самолёт DC-4 вылетел из Женевы для юбилейного рейса в Нью-Йорк через Шеннон и Гандер. Для этого у South African Airways был арендован самолёт DC-4, окрашенный в старую ливрею Swissair.

### «Стратегия охотника»
С 1998 года была реализована «Стратегия охотника»: создание собственного альянса под руководством Swissair, предпочтительно с европейскими партнерами, с американским партнером Delta Air Lines и небольшими национальными авиакомпаниями. Эта стратегия столкнулась с фундаментальной проблемой, заключавшейся в том, что здоровые национальные авиакомпании были больше заинтересованы в свободных альянсах с крупными компаниями по причинам независимости, и поэтому для финансовых вложений были доступны только убыточные авиакомпании. В марте 1998 года Swissair запустила Qualiflyer Group, совместный бренд для десяти независимых авиакомпаний: помимо Swissair, Crossair и Sabena, в ней участвовали также Austrian Airlines, Tyrolean, Lauda Air, Turkish Airlines, TAP Portugal, AOM French Airlines и Air Littoral. Swissair также приобрела доли в иностранных авиакомпаниях, таких как итальянская чартерная компания Volare (34 %), Air Europa (45 %), Air Littoral (49 %) и немецкая туристическая авиакомпания LTU (49,9 %). Благодаря общим ценностям, европейскому культурному разнообразию и желаемому стандарту качества, Qualiflyer Group в долгосрочной перспективе должна позиционироваться как бренд качества. В системе с несколькими узловыми аэропортами было необходимо оптимизировать совместную сеть из десяти хабов и двухсот городов. На Дальнем Востоке и в Африке уже существующие партнёрские отношения с Air China, Air India, Vietnam Airlines и Malaysia Airlines были дополнены новыми партнёрскими отношениями по конкретным маршрутам с Cathay Pacific, Japan Airlines, Qantas и South African Airways. Впервые бронирование можно было сделать на сайте www.swissair.com. С июня 1998 года на всей маршрутной сети действует общий запрет на курение.

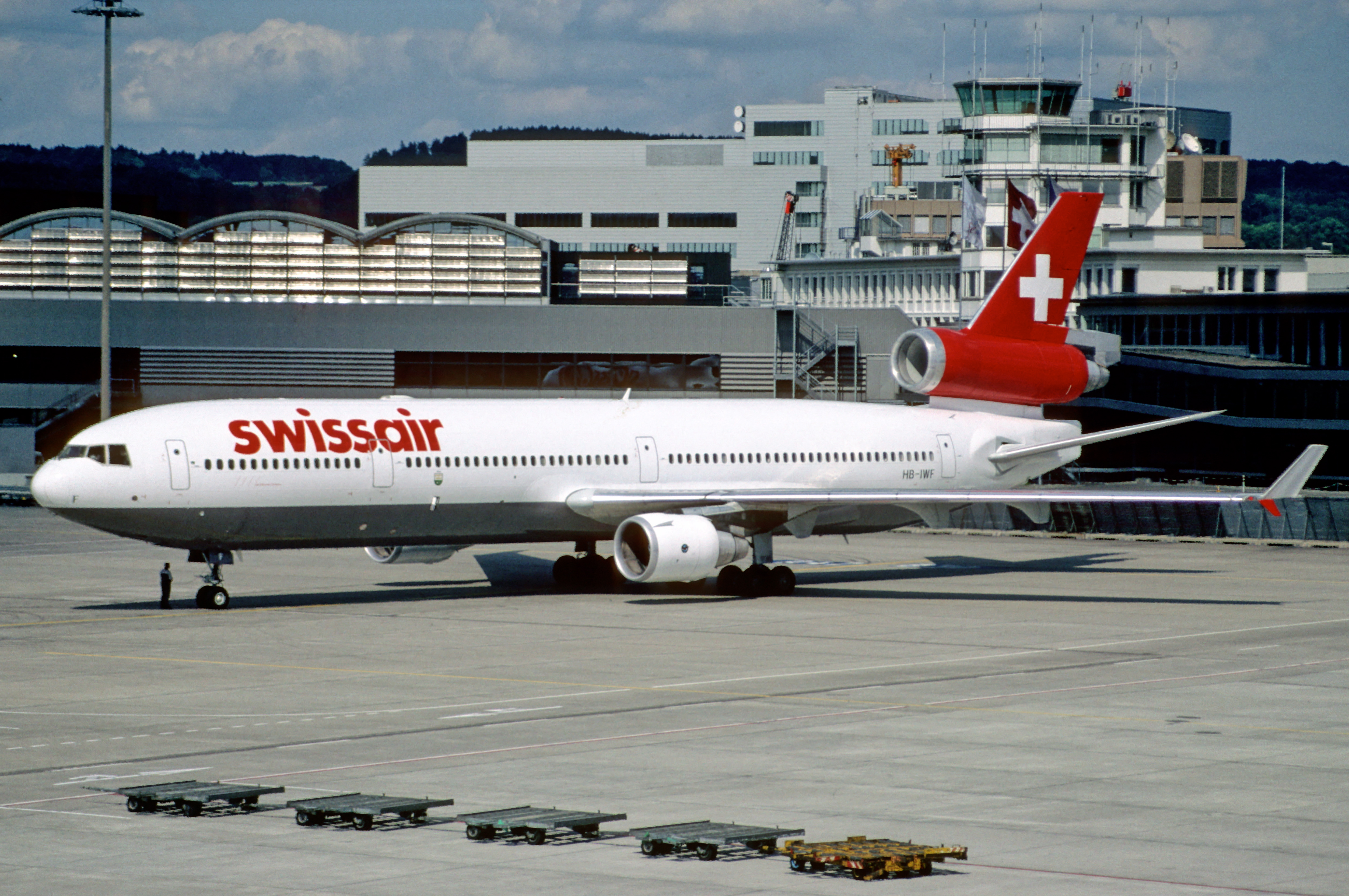
Разбившийся самолёт в июле 1998 года в аэропорту Цюриха

В ночь на 3 сентября 1998 года произошла крупнейшая катастрофа в истории Swissair. Самолёт MD-11 выполнял рейс 111 из Нью-Йорка в Женеву, когда примерно через час после взлёта рухнул в воды Атлантики недалеко от Галифакса. В результате авиакатастрофы, вызванной пожаром на борту, погибли 229 человек.
1999 год ознаменовался ростом. Были приобретены значительные пакеты акций компаний-партнеров AOM, South African Airways и новых членов Qualiflyer Group LOT и Portugália. В начале 2000 года последовала доля в TAP Portugal. Отчет о движении денежных средств показал рекордную инвестиционную активность в размере 3,2 млрд швейцарских франков. В октябре 1999 года Delta решила изменить стратегию и прекратила сотрудничество с Swissair, Sabena и Austrian Airlines, существовавшее с 1989 года, и основала альянс SkyTeam с Air France. Взамен Swissair и Sabena вступили в долгосрочное и всестороннее сотрудничество с American Airlines. Флоты Swissair и Balair были дополнительно модернизированы после того, как Airbus A310 и Boeing 747 были выведены из эксплуатации и были заменены заказами на Airbus A330 и Boeing 767. В это же время Crossair, заказав 75 самолётов Embraer ERJ-145 и 170, завершила крупнейшее изменение флота за всю свою историю. Новыми направлениями стали Майами и Маврикий.

### Кризис и начало банкротства
Летом 2000 года, исследование, проведённое фирмой McKinsey, пришло к выводу, что стратегия охотника больше не может финансироваться и что убытки Swissair за следующие три года составят от 3,25 до 4,45 миллиардов франков. Тем не менее, совет директоров одобрил реструктуризацию LTU на сумму около 500 млн франков. Были также планы поглотить Alitalia. Генеральный директор Swissair попал под общественное давление, когда пресса обнародовала финансовое положение авиакомпании. Ежедневные убытки Swissair и Sabena составляли по одному миллиону франков каждая, еще один миллион ежедневно терялся в LTU и французских холдингах. Во второй половине года обострились финансовые проблемы холдингов в авиационном бизнесе. В случае с LTU, Sabena и, в частности, с тремя французскими компаниями, осуществление реструктуризации, вопреки политическим и социальным интересам, оказалось более длительным и дорогостоящим чем ожидалось. Ресурсы, необходимые для реализации выбранной стратегии, были непосильны. План не мог быть продолжен из-за отсутствия средств для дальнейших приобретений и необходимого рефинансирования.
В 2001 году Swissair понесла большие убытки. Расходы, вызванные высокими ценами на топливо, были выше, чем доходы, а также Sabena принесла убыток в 255 миллионов франков. Французские авиакомпании сообщили об убытке в 600 миллионов франков, а LTU - в 351 миллионов франков. LOT и South African Airways были единственными, которые принесли хоть какую-то прибыль. Капитал Swissair сократился до 1 160 000 000 швейцарских франков (менее 6 % от общих активов). Долг авиакомпании увеличился с 4,3 млрд франков до 6,3 млрд франков.
Была создана группа для разработки сценариев улучшения финансового положения Swissair и Crossair. Сеть отелей Swissôtel была продана примерно за 410 миллионов франков, чтобы иметь возможность погасить долги. Летом 2001 года были проданы крупнейшие убыточные компании AOM и Air Liberté. Это потребовало дополнительных средств в сотни миллионов франков.
Swissair попыталась продать две свои дочерние компании, но потерпела неудачу после терактов 11 сентября. Атаки ввергли всю авиационную отрасль в величайший кризис за ее 100-летнюю историю, до пандемии COVID-19 и привели к масштабному падению всех активов.
В выходные 29/30 сентября 2001 года, под руководством двух крупных швейцарских банков, UBS и Credit Suisse, был разработан и утвержден проект «Феникс», который предусматривал получение банками акций Crossair, принадлежащих SAirGroup. Затем Crossair приняла бы часть флота и бренд Swissair у SAirGroup. Цель состояла в том, чтобы создать новую авиакомпанию, которая была бы свободна от финансовых долгов.

### Прекращение полётов
2 октября 2001 года резко возросла потребность в средствах, поскольку все поставщики настаивали на оплате и погашении неоплаченных счетов. Средств Swissair в тот день было как раз достаточно, чтобы выполнить первые утренние рейсы. Утром поставщики топлива отказались заправить ожидающий самолёт. Другие групповые счета нельзя было использовать, поскольку UBS заранее закрыл механизм объединения денежных средств, а также из-за угрозы кредиторов. Крупные банки отказывались авансировать выручку от продажи и требовали формальной юридической силы договора, прежде чем перевод мог быть осуществлен.
В 15:45 генеральный директор Марио Корти попросил исполняющего обязанности руководителя эксплуатации Манфреда Бренвальда полностью прекратить выполнение полётов из-за рисков безопасности, вызванных превышением нормы рабочего времени. Один из важнейших национальных символов Швейцарии был на земле, а вместе с ним и тысячи застрявших пассажиров со всего мира. Ряд экипажей застрял за границей. Их корпоративные кредитные карты были заблокированы банками, а некоторые сотрудники их отелей были выселены и вынуждены вернуться домой за свой счет.
4 октября 2001 года более 10 000 сотрудников и сочувствующих протестовали против принудительного прекращения полётов в Глаттбругге перед представительством UBS. На следующий день на Бундесплац (Bundesplatz) в Берне прошла еще одна крупная демонстрация. Тысячи клиентов UBS закрыли свои счета в знак протеста против поведения крупного банка.

### Переходная фаза и ликвидация
5 октября было получено более 450 млн франков в кредит от федерального правительства. В дополнение к 110 рейсам Crossair, Swissair выполнила около 50 рейсов, что в общей сложности составляет около трети рейсов. Постепенно было возобновлено около двух третей маршрутов, это было сделано для обеспечения доступности Швейцарии как места для бизнеса.
В конце октября 2001 года, банки и правительство договорились о финансировании новой авиакомпании. В то же время федеральное правительство пообещало финансирование в размере более одного миллиарда швейцарских франков, чтобы сохранить работу Swissair до тех пор, пока это было возможно. В зимнем расписании 2001/2002 с 28 октября, 69 направлений обслуживались Crossair и 59 направлений обслуживались Swissair.

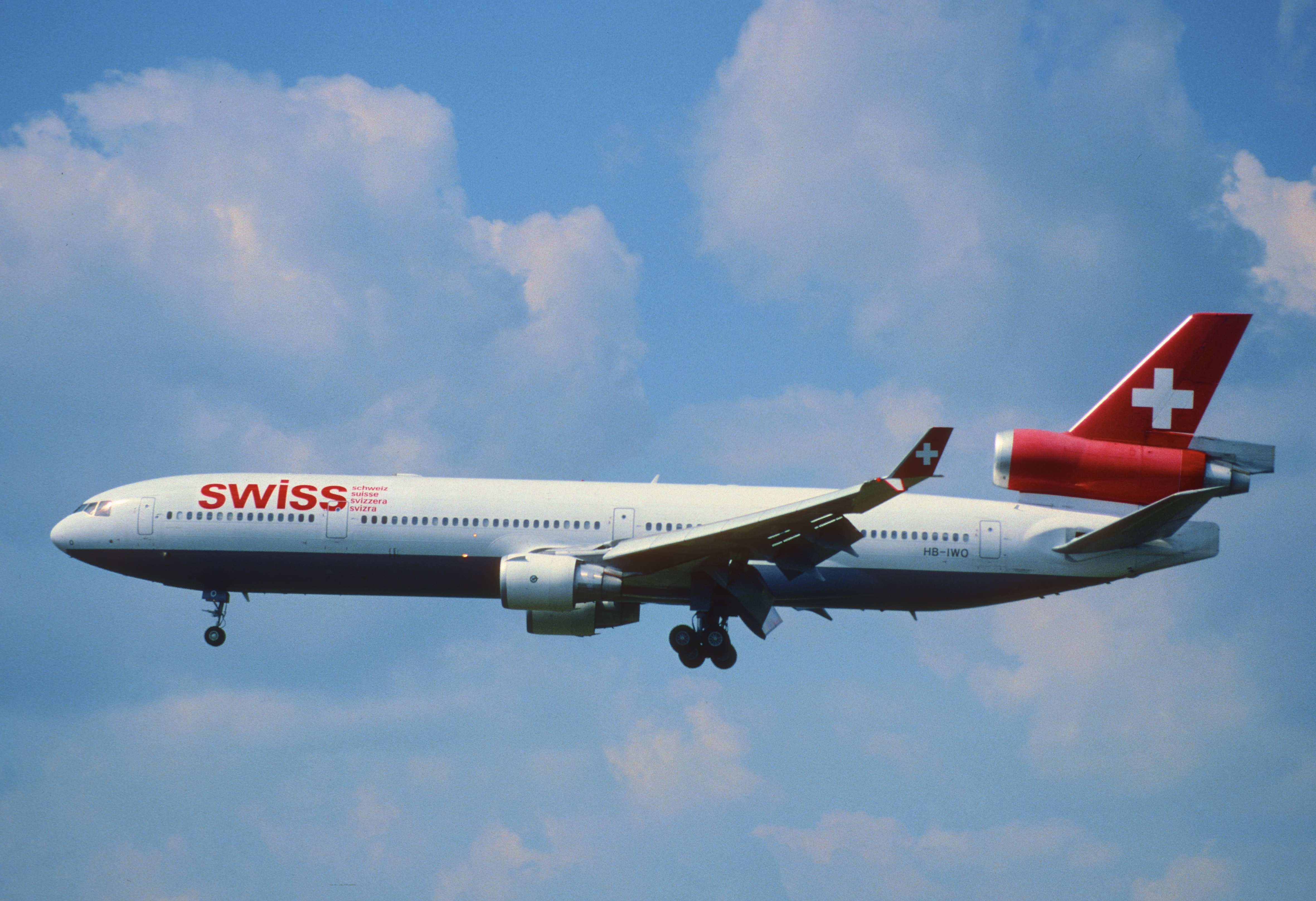
McDonnell Douglas MD-11 Swiss International Airlines в июне 2002 года. На лайнере всё ещё ливрея Swissair, но уже с надписью Swiss

В Пасхальный понедельник, 1 апреля 2002 года в Цюрихе приземлился последний регулярный рейс Swissair: рейс SWR145 из Сан-Паулу в Цюрих. С 1931 по 2002 год у Swissair было более 260 самолётов, которые перевезли миллионы пассажиров. 26 дальнемагистральных самолётов (McDonnell Douglas MD-11 и Airbus A330) и 26 самолётов средней дальности (Airbus A321, Airbus A320 и Airbus A319) были переданы авиакомпании Crossair в конце зимнего расписания 2001/02 года и вместе с ее 82 самолётами составили флот новой авиакомпании Swiss International Air Lines. С тех пор Swissair и ее материнская компания SAirGroup находятся в процессе ликвидации.

### Флот на момент банкротства

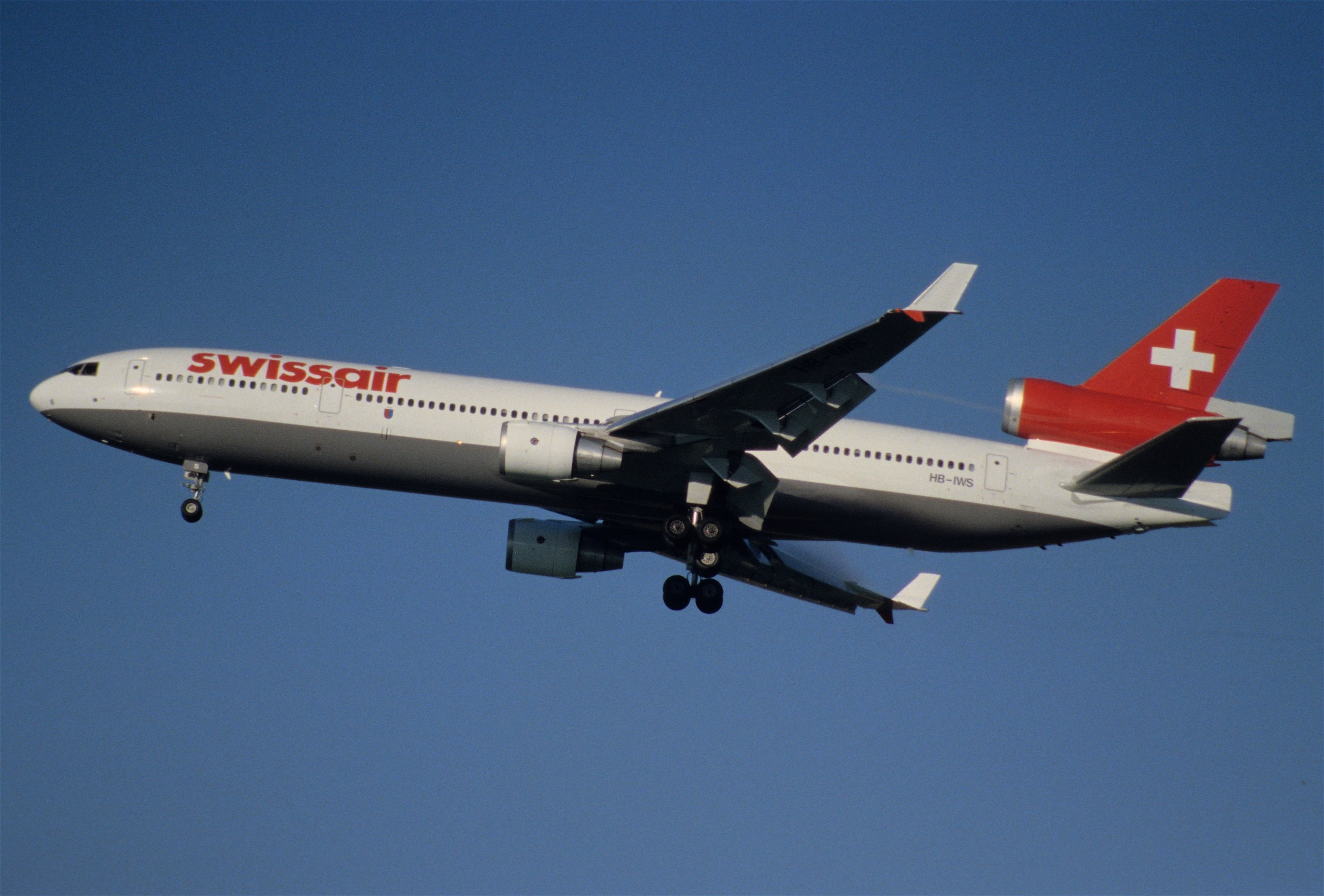
McDonnell Douglas MD-11 авиакомпании Swissair

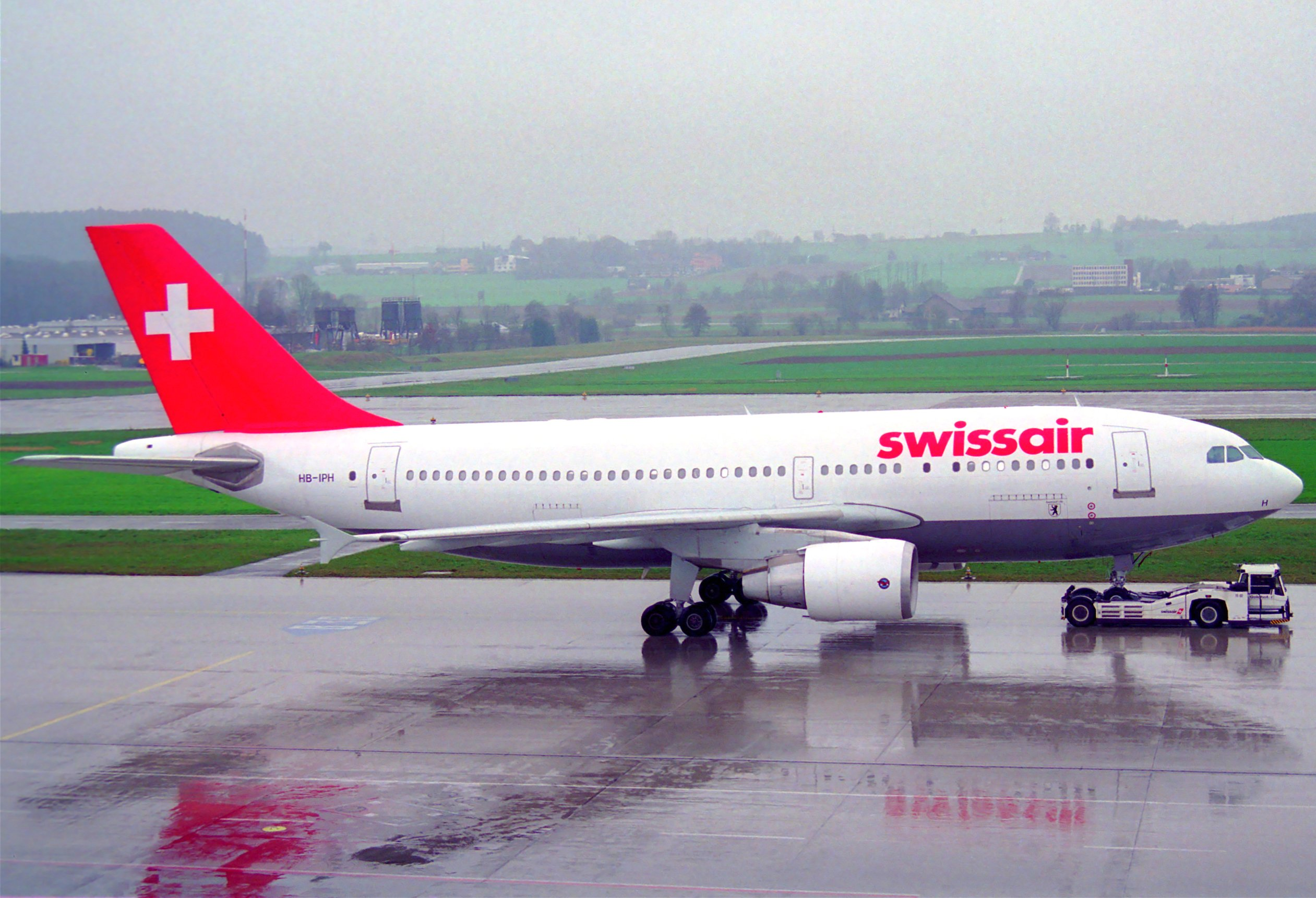
Airbus A310 Swissair

## Флот

### Флот на момент банкротства[33][34]
| Модель                  | Кол-во | Заказы | Места для пассажиров | Места для пассажиров | Места для пассажиров | Места для пассажиров | Примечания                                       |
| Модель                  | Кол-во | Заказы | F                    | C                    | Y                    | Total                | Примечания                                       |
| ----------------------- | ------ | ------ | -------------------- | -------------------- | -------------------- | -------------------- | ------------------------------------------------ |
| Airbus A319-100         | 5      | —      | —                    | 18                   | 92                   | 110                  |                                                  |
| Airbus A320-200         | 24     | —      | —                    | 18                   | 156                  | 174                  |                                                  |
| Airbus A321-100         | 8      | —      | —                    | 18                   | 202                  | 220                  |                                                  |
| Airbus A330-200         | 16     | —      | н. д.                | н. д.                | н. д.                | н. д.                |                                                  |
| Airbus A340-600         | —      | 9      | —                    | —                    | —                    | —                    | После банкротства Swissair, заказы были отменены |
| McDonnell Douglas MD-11 | 20     | —      | 8                    | 47                   | 164                  | 219                  | HB-IWF разбился во время выполнения рейса 111    |
| Total                   | 71     | 9      |                      |                      |                      |                      |                                                  |

### Выведенные из эксплуатации[33][34]
| Модель                         | Кол-во | Введено в эксплуатацию | Выведено из эксплуатации |
| ------------------------------ | ------ | ---------------------- | ------------------------ |
| Airbus A310-200                | 5      | 1983                   | 1995                     |
| Airbus A310-300                | 6      | 1985                   | 2000                     |
| BAC 1-11                       | 3      | 1968                   | 1969                     |
| Boeing 747-200B                | 2      | 1971                   | 1984                     |
| Boeing 747-300                 | 2      | 1983                   | 2000                     |
| Boeing 747-300M                | 3      | 1983                   | 1999                     |
| Clark G. A. 43                 | 2      | 1934                   | 1936                     |
| Comte AC-4                     | 1      | 1931                   | 1947                     |
| Convair CV-240                 | 8      | 1949                   | 1957                     |
| Convair CV-440 Metropolitan    | 12     | 1956                   | 1968                     |
| Convair CV-880-22M             | 2      | 1961                   | 1962                     |
| Convair CV-990 Coronado        | 8      | 1962                   | 1975                     |
| Curtiss AT-32C Condor          | 1      | 1934                   | 1934                     |
| de Havilland Dragon Rapide     | 3      | 1937                   | 1954                     |
| de Havilland Mosquito          | 1      | 1945                   | 1945                     |
| Douglas DC-2                   | 6      | 1934                   | 1952                     |
| Douglas DC-3                   | 16     | 1937                   | 1969                     |
| Douglas DC-4                   | 5      | 1946                   | 1959                     |
| Douglas DC-6                   | 8      | 1951                   | 1962                     |
| Douglas DC-7C                  | 5      | 1956                   | 1962                     |
| Douglas DC-8-32                | 3      | 1960                   | 1967                     |
| Douglas DC-8-53                | 2      | 1963                   | 1976                     |
| Douglas DC-8-62                | 7      | 1967                   | 1984                     |
| McDonnell Douglas DC-9-15      | 5      | 1966                   | 1968                     |
| McDonnell Douglas DC-9-32      | 22     | 1967                   | 1988                     |
| Dornier Merkur                 | 2      | 1931                   | 1931                     |
| Mraz M-65 Cap                  | 1      | 1948                   | 1950                     |
| Fokker VII a                   | 1      | 1931                   | 1950                     |
| Fokker VII b                   | 8      | 1931                   | 1935                     |
| Fokker F27                     | 3      | 1965                   | 1972                     |
| Fokker 100                     | 6      | 1988                   | 1996                     |
| Junkers Ju-86 B-0              | 2      | 1936                   | 1939                     |
| Lockheed Model 9 Orion         | 2      | 1932                   | 1936                     |
| McDonnell Douglas DC-10-30     | 12     | 1972                   | 1992                     |
| McDonnell Douglas DC-10-30ER   | 1      | 1972                   | 1992                     |
| McDonnell Douglas DC-9-41      | 4      | 1974                   | 1975                     |
| McDonnell Douglas DC-9-51      | 12     | 1975                   | 1988                     |
| McDonnell Douglas MD-81        | 25     | 1980                   | 1998                     |
| McDonnell Douglas MD-82        | 3      | 1982                   | 1996                     |
| McDonnell Douglas MD-83        | 2      | 1995                   | 1996                     |
| Messerschmitt M 18             | 1      | 1931                   | 1938                     |
| Scottish Aviation Twin Pioneer | 1      | 1957                   | 1957                     |
| Sud Aviation SE210 Caravelle   | 9      | 1960                   | 1971                     |

## Маршрутная сеть

### Азия
- Китай[35]
  - Пекин — Пекин столичный
  - Шанхай
    - аэропорт Хунцяо (до 1999 года)
    - аэропорт Пудун
- Гонконг
  - аэропорт Кайтак (до закрытия аэропорта)
  - аэропорт Чхеклапкок
- Индия
  - Дели — аэропорт имени Индиры Ганди
  - Мумбай — аэропорт имени Чатрапати Шиваджи
- Иран
  - Тегеран — аэропорт Мехрабад
- Израиль
  - Тель-Авив — аэропорт имени Бен-Гуриона
- Япония
  - Токио
    - аэропорт Ханэда (до 1978)
    - аэропорт Нарита

  - Осака — аэропорт Кансай
- Индонезия
  - Джакарта
    - аэропорт Кемайоран[англ.] (до закрытия)
    - аэропорт Сукарно-Хатта
- Малайзия
  - Куала-Лумпур
    - аэропорт имени Султана Абдул Азиз Шах[англ.]
    - аэропорт Куала-Лумпур
- Оман
  - Маскат — аэропорт Маскат
- Пакистан
  - Карачи — аэропорт имени Джинны
- Филиппины
  - Манила — аэропорт имени Ниноя Акино
- Саудовская Аравия
  - Джидда — аэропорт имени короля Абдул-Азиза
  - Эр-Рияд — аэропорт имени короля Халида
- Сингапур
  - Сингапур — аэропорт Чанги
- Южная Корея
  - Сеул — аэропорт Кимпхо
- Таиланд
  - Бангкок — аэропорт Донмыанг
- Тайвань
  - Тайбэй — аэропорт имени Чана Кайши (выполнялся Swissair Asia[англ.])
- ОАЭ
  - Абу-Даби — аэропорт Абу-Даби
  - Дубай — аэропорт Дубай
- Вьетнам
  - Хошимин — аэропорт Таншоннят

### Африка
- Алжир
  - Алжир — аэропорт Хуари Бумедьен
- Камерун
  - Дуала — аэропорт Дуала
  - Яунде — аэропорт Яунде
- Демократическая Республика Конго
  - Киншаса — аэропорт Н’джили
- Египет
  - Каир — аэропорт Каир
- Экваториальная Гвинея
  - Малабо — аэропорт Малабо
- Эфиопия
  - Аддис-Абеба — аэропорт Боле
- Габон
  - Либревиль — аэропорт имени Леона Мба
- Гамбия
  - Банжул — Банжул-Юндум
- Гана
  - Аккра — аэропорт Котока
- Кот-д’Ивуар
  - Абиджан — аэропорт имени Феликса Уфуэ-Буаньи
- Кения
  - Найроби — аэропорт имени Джомо Кениаты
- Ливия
  - Бенгази — аэропорт Бенина[англ.]
- Либерия
  - Монровия — аэропорт имени Робертса
- Мали
  - Бамако — аэропорт имени Модибо Кейты
- Марокко
  - Касабланка — аэропорт имени Мухаммеда V
- Нигерия
  - Лагос — аэропорт имени Мурталы Мухаммеда
- Республика Конго
  - Браззавиль — аэропорт Майя-Майя
- Сенегал
  - Дакар — аэропорт имени Леопольда Седара Сенгора
- ЮАР
  - Кейптаун — аэропорт Кейптаун
  - Йоханнесбург — аэропорт имени О. Р. Тамбо
- Судан
  - Хартум — аэропорт Хартум
- Танзания
  - Дар-эс-Салам — аэропорт имени Джулиуса Ньерере
- Тунис
  - Тунис — аэропорт Тунис-Карфаген
- Зимбабве
  - Хараре — аэропорт имени Роберта Мугабе

### Европа
- Австрия
  - Линц — аэропорт Голубой Дунай
  - Вена — аэропорт Вена-Швехат
- Бельгия
  - Брюссель — аэропорт Брюссель
- Кипр
  - Ларнака — аэропорт Ларнака
- Чехия
  - Прага — аэропорт имени Вацлава Гавела
- Франция
  - Бордо — аэропорт Бордо-Мериньяк
  - Лион — аэропорт имени Сент-Экзюпери
  - Страсбург — аэропорт Страсбург
  - Тулуза — аэропорт Тулуза-Бланьяк
  - Париж
    - аэропорт имени Шарля де Голля
    - аэропорт Париж-Орли
- Германия
  - Берлин — аэропорт Берлин-Тегель
  - Дюссельдорф — аэропорт Дюссельдорф
  - Франкфурт-на-Майне — аэропорт Франкфурт-на-Майне
  - Ганновер — аэропорт Ганновер-Лангенхаген
  - Нюрнберг — аэропорт Нюрнберг
  - Штутгарт — аэропорт Штутгарт
  - Мюнхен
    - аэропорт Мюнхен-Рим
    - аэропорт Мюнхен
- Греция
  - Салоники — аэропорт Македония
  - Афины — аэропорт Элиникон
- Венгрия
  - Будапешт — аэропорт имени Ферихедь
- Италия
  - Болонья — аэропорт имени Гульельмо Маркони
  - Флоренция — аэропорт имени Америго Веспуччи
  - Милан — аэропорт Мальпенса
  - Рим — аэропорт Фьюмичино
  - Венеция — аэропорт имени Марко Поло
- Нидерланды
  - Амстердам — аэропорт Схипхол
- Норвегия
  - Осло
    - аэропорт Форнебу[англ.]
    - аэропорт Гардермуэн
- Польша
  - Краков — аэропорт Краков-Балице
  - Варшава — аэропорт имени Фридерика Шопена
- Португалия
  - Лиссабон — аэропорт Портела
  - Порту — аэропорт Порту
- Россия
  - Москва — аэропорт Шереметьево
  - Санкт-Петербург — аэропорт Пулково
- Сербия
  - Белград — аэропорт имени Николы Теслы
- Испания
  - Аликанте — аэропорт Аликанте
  - Барселона — аэропорт Эль-Прат
  - Мадрид — аэропорт Мадрид-Барахас
- Швеция
  - Стокгольм — аэропорт Стокгольм-Арланда
- Швейцария
  - Берн — аэропорт Берн-Бельп
  - Женева — аэропорт Женева (Хаб)
  - Цюрих — аэропорт Клотен (Хаб)
- Швейцария /  Франция /  Германия
  - Базель, Мюлуз, Фрайбург — Евроаэропорт Базель-Мюлуз-Фрайбург (Хаб)
- Турция
  - Стамбул — аэропорт имени Ататюрка
- Украина
  - Киев — аэропорт Борисполь
- Великобритания
  - Манчестер — аэропорт Манчестер
  - Лондон
    - аэропорт Лондон-Сити
    - аэропорт Гатвик
    - аэропорт Хитроу

### Северная Америка
- Канада
  - Монреаль
    - аэропорт Монреаль-Мирабель
    - аэропорт имени Пьера Эллиота Трюдо

  - Торонто — аэропорт Торонто-Пирсон
  - Ванкувер — аэропорт Ванкувер
- Соединённые Штаты Америки
  - Атланта — аэропорт Хартсфилд-Джексон
  - Бостон — аэропорт Логан
  - Чикаго — аэропорт О’Хара
  - Даллас/Форт-Уэрт — аэропорт Даллас/Форт-Уэрт
  - Лос-Анджелес — аэропорт Лос-Анджелес
  - Нью-Йорк — аэропорт имени Джона Кеннеди
  - Ньюарк — аэропорт Ньюарк Либерти
  - Майами — аэропорт Майами
  - Сан-Франциско — аэропорт Сан-Франциско
  - Сиэтл — аэропорт Сиэтл/Такома
  - Вашингтон — аэропорт имени Даллеса

### Южная Америка
- Аргентина
  - Буэнос-Айрес — аэропорт имени Министра Пистарини
- Бразилия
  - Рио-де-Жанейро — аэропорт Галеан
  - Сан-Паулу — аэропорт Гуарульюс
- Чили
  - Сантьяго — аэропорт имени Артуро Мерино Бенитеса
- Венесуэла
  - Каракас — аэропорт имени Симона Боливара (Венесуэла)

## Авиационные происшествия
За период существования Swissair с её самолётами случилось 25 авиационных происшествий. Из них 11 были с человеческими жертвами. Всего погибло 409 человек: 
- 27 июля 1934 года авиалайнер Curtiss AT-32C из-за недостатков конструкции и сильной турбулентности разрушился в воздухе близ Тутлингена. Погибли все 12 человек на борту, в том числе и первая в Европе женщина-бортпроводник, Нели Динер[38].
- 30 апреля 1936 года авиалайнер Clark GA-43 разбился в швейцарских Альпах, недалеко от Люцерна, при выполнении захода на посадку в сложных метеоусловиях, в результате чего погибли все 2 человека на борту[39][40].
- 7 января 1939 года авиалайнер Douglas DC-2 выполнявший рейс по маршруту Женева—Париж (Ле-Бурже) разбился во время захода на посадку. Из находившихся на борту 17 человек погибли 5, все остальные получили ранения.
- 19 июня 1954 года авиалайнер Convair CV-240 летел из Женевы в Лондон, когда во время полёта над Ла-Маншем у самолёта закончилось топливо и отказали оба двигателя. Пилот совершили аварийную посадку на Ла-Манш во время которой все 9 человек на борту выжили, однако во время эвакуации погибли 3 пассажиров.
- 15 июля 1956 года авиалайнер Convair CV-440 Metropolitan выполнял рейс по маршруту Сан-Диего—Нью-Йорк—Гандер—Шеннон—Цюрих, когда во время захода на посадку в аэропорт Шеннона разбился во время ухода на второй круг при выполнении слишком крутого разворота. Погибли все 4 человека, находившиеся на борту.
- 18 июня 1957 года авиалайнер Douglas DC-3 выполнял тренировочный рейс для обучения пилотов с имитацией отказа двигателя, когда во время полёта над Боденским озером перешёл в сваливание и последующий за ним штопор. Погибли все находившиеся на борту 9 человек.
- 10 февраля 1967 года авиалайнер Convair CV-440 Metropolitan выполнял тренировочный полёт, однако вскоре после взлёта отклонился от курса и врезался в гору Легерн[англ.] недалеко от Цюриха. Погибли все находившиеся на борту 4 человека.
- 4 сентября 1963 года авиалайнер Sud Aviation SE-210 Caravelle III выполнял рейс SWR306 по маршруту Цюрих—Женева—Рим, когда вскоре после вылета из Цюриха врезался на землю. Причиной катастрофы стал пожар на борту, вызванный перегревом шасси. Погибли все 80 человек, находившиеся на борту[41][42].
- 21 февраля 1970 года авиалайнер Convair 990 выполнял рейс SWR330 по маршруту Цюрих—Тель-Авив—Гонконг, когда через 7 минут после взлёта на борту взорвалась бомба. Экипаж запросил аварийное возвращение в аэропорт, но на борту самолёта возник пожар и лайнер врезался в землю. Погибли все находившиеся на борту 47 человек[43][44].
- 6 сентября 1970 года авиалайнер Douglas DC-8 выполнял рейс SWR100 по маршруту Цюрих—Нью-Йорк, когда вскоре после взлёта был захвачен террористами и насильно посажен на «Досонс Филд». Пассажиры и экипаж были взяты в заложники и освобождены после выкупа, но самолёт был взорван. Никто на борту не пострадал.
- 7 октября 1978 года авиалайнер Douglas DC-8 выполнял рейс SWR316 по маршруту Цюрих—Женева—Афины—Бомбей—Пекин, когда во время посадки в аэропорту Афин Элиникон в результате ошибок экипажа выкатился за пределы ВПП и загорелся. Из находившихся на борту 154 человек погибли 14, ещё 10 получили ранения[45][46].

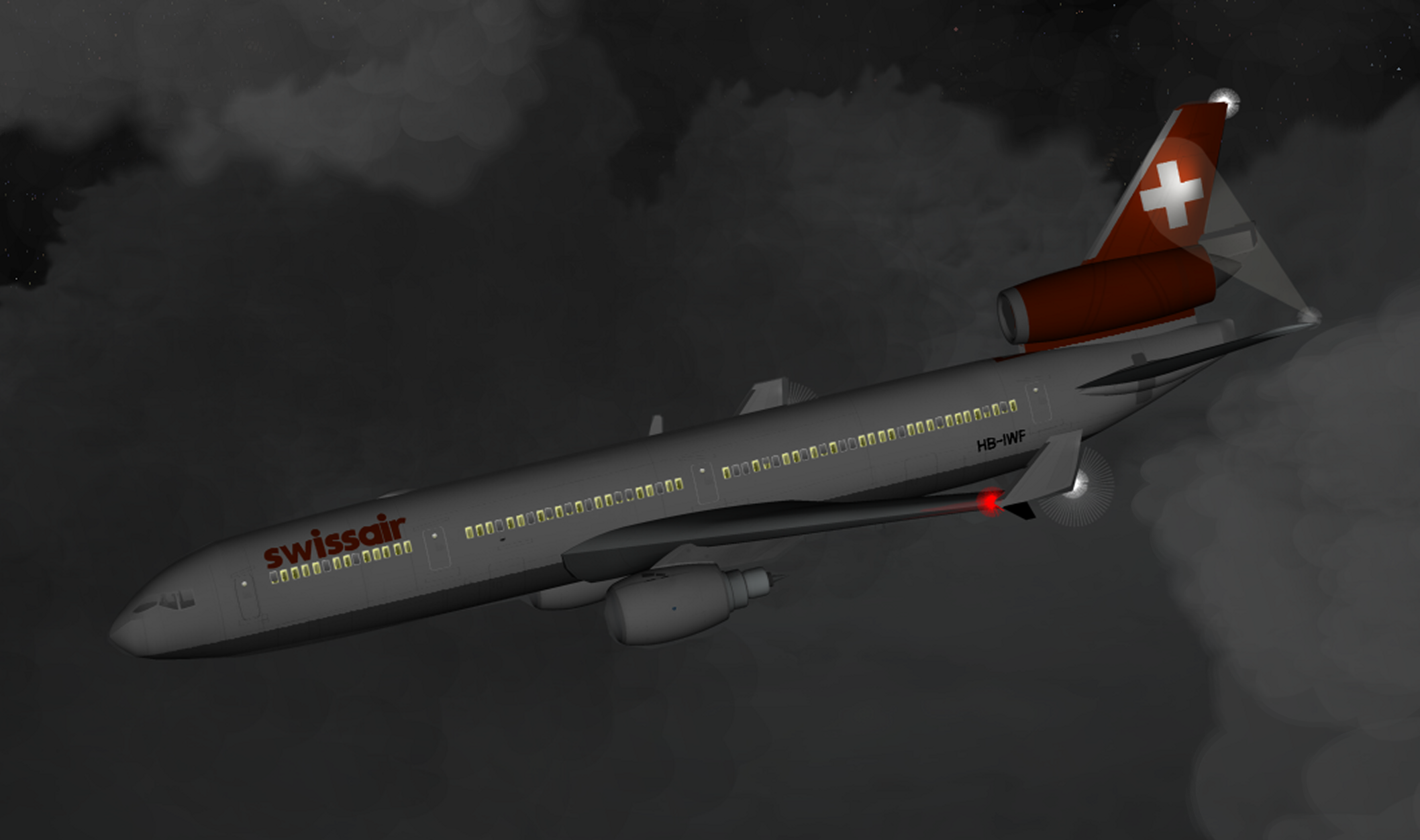
Компьютерная реконструкция катастрофы рейса SWR111

- 2 сентября 1998 года авиалайнер McDonnell Douglas MD-11 выполнял рейс SWR111 по маршруту Нью-Йорк—Женева, когда почти через час после взлёта экипаж сообщил о задымлении кабины пилотов и запросили аварийную посадку в Галифаксе. Пилот повернул в сторону залива Святой Маргарет для сброса топлива, но огонь повредил все системы управления самолётом, и лайнер рухнул в воды Атлантики. Погибли все находившиеся на борту 229 человек[47][48][49].